# Asurbanipal

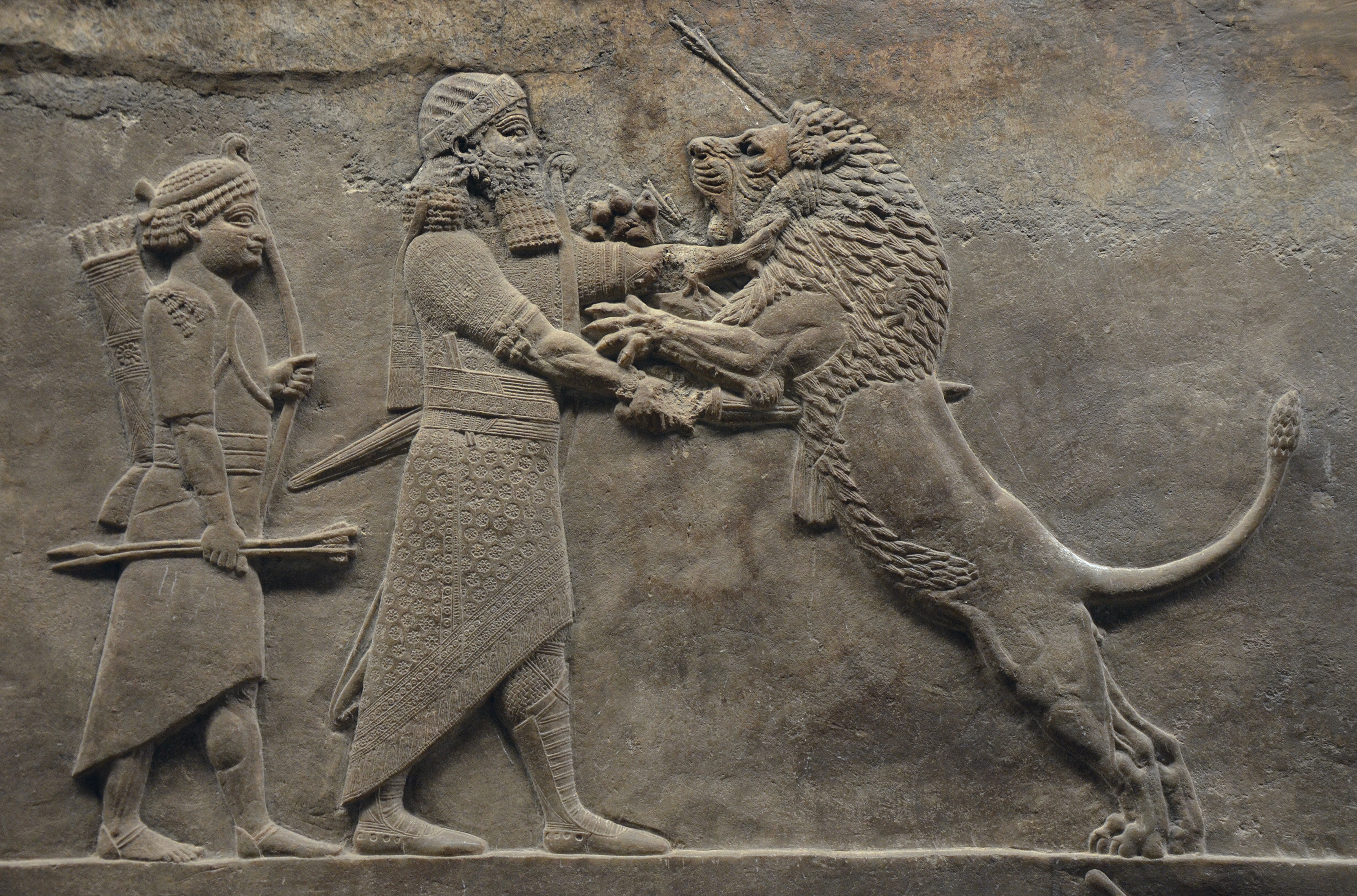
Asurbanipal representado en un relieve durante la caza del león, en el Palacio Norte de Nínive (Museo Británico).

Asurbanipal (en acadio: ; Aššur-bāni-apli; en siríaco: ܐܵܫܘܿܪ ܒܵܢܝܼ ܐܵܦܠܝܼ; Ashur Ban Apāl; que significa: "Assur es el creador del heredero"; a veces mencionado como Ashurbanipal o Assurbanipal) fue un rey de Asiria que gobernó desde el año 669 a. C. hasta c. del 631 a. C. Perteneciente a la última dinastía de reyes asirios, Asurbanipal es considerado por muchos expertos como el último gran rey de Asiria. En el Antiguo Testamento, es mencionado como el grande y honorable Asnapar (libro de Esdras, 4:10).
Hijo del rey Asarhaddón y la reina Esharra-hammat, y nieto de Senaquerib y Naqi'a (Zakutu), es famoso por ser uno de los pocos reyes de la antigüedad que sabía leer y escribir. Durante su reinado, la cultura y el poder de Asiria alcanzaron su apogeo, lo cual se aprecia en los palacios construidos por él en Nínive.
En el reinado de Asurbanipal, el esplendor asirio fue evidente no solo en su poderío militar, sino también en su cultura y las artes. Asurbanipal amplió la biblioteca de Nínive, la cual fue la primera biblioteca que recogió y organizó información de forma sistemática. En Nínive se recogió toda la literatura disponible en escritura cuneiforme en aquel entonces. Algunas tablillas de la biblioteca de Nínive conservan las versiones más completas del poema de Gilgamesh en los lenguajes sumerio y acadio. Otras eran usadas como diccionarios sumerio-acadio, mientras que algunas contenían textos sobre astronomía y astrología. Asurbanipal también realizó varias campañas de reconstrucción en Babilonia. En este sentido, se encargó de restaurar el templo E.mes.lam y de realizar reconstrucciones y ampliaciones en el templo de E.zida.
En el marco militar, si bien es cierto que las campañas militares realizas por él dieron muestra de que el ejército asirio se había convertido en la máquina de guerra más formidable que el mundo había conocido hasta entonces, su reinado también marcó la última vez que el Imperio Asirio libró una guerra en todo el antiguo Oriente Próximo y el comienzo del fin del dominio asirio sobre la región.
Asurbanipal es recordado principalmente en la historiografía de hoy por sus esfuerzos culturales. Como mecenas de las obras de arte y la literatura, Asurbanipal estaba profundamente interesado en la antigua cultura literaria de Mesopotamia. A lo largo de su extenso reinado, Asurbanipal utilizó los recursos masivos a su disposición para construir la biblioteca de Nínive. Quizás comprendiendo más de 100.000 textos en su apogeo, la Biblioteca de Asurbanipal no fue superada hasta la construcción de la Biblioteca de Alejandría, varios siglos después. Los más de 30.000 textos cuneiformes que han sobrevivido de la biblioteca son una fuente muy importante sobre la lengua, la religión, la literatura y la ciencia de la antigua Mesopotamia. Las obras de arte producidas bajo el reinado de Asurbanipal fueron innovadoras en su estilo y motivos y se considera que poseen una "calidad épica" que de otro modo estaría ausente en gran parte del arte producido bajo reyes anteriores.
Asurbanipal fue recordado en la tradición literaria del mundo grecorromano bajo el nombre de Sardanápalo, erróneamente caracterizado como el afeminado y decadente último rey de Asiria y culpado por la caída de su imperio. Si la caída del Imperio Asirio solo dos décadas después de su muerte es atribuible a Asurbanipal o no, se discute en la asiriología moderna. Asurbanipal es reconocido como uno de los reyes asirios más brutales; fue uno de los pocos reyes que describió masacres de civiles con todo detalle —algo similar a lo plasmado por Asurnasirpal II dos siglos antes— y el que utilizó los métodos más variados para ejecutarlas. Algunos eruditos consideran que su extensa destrucción de Elam equivale a un genocidio. Los asirios tuvieron un gran éxito militar bajo Asurbanipal, haciendo campaña más lejos del corazón de Asiria que nunca antes, pero varias de sus campañas tuvieron poco efecto general. Asurbanipal no pudo mantener el control de Egipto, sus guerras en Arabia costaron tiempo y recursos sin conducir al establecimiento del control asirio en la región, y su extenso saqueo de Babilonia después de derrotar a Shamash-shum-ukin avivó el sentimiento antiasirio en el sur de Mesopotamia, tal vez contribuyendo al surgimiento del Imperio neobabilónico cinco años después de la muerte de Asurbanipal.

## Antecedentes

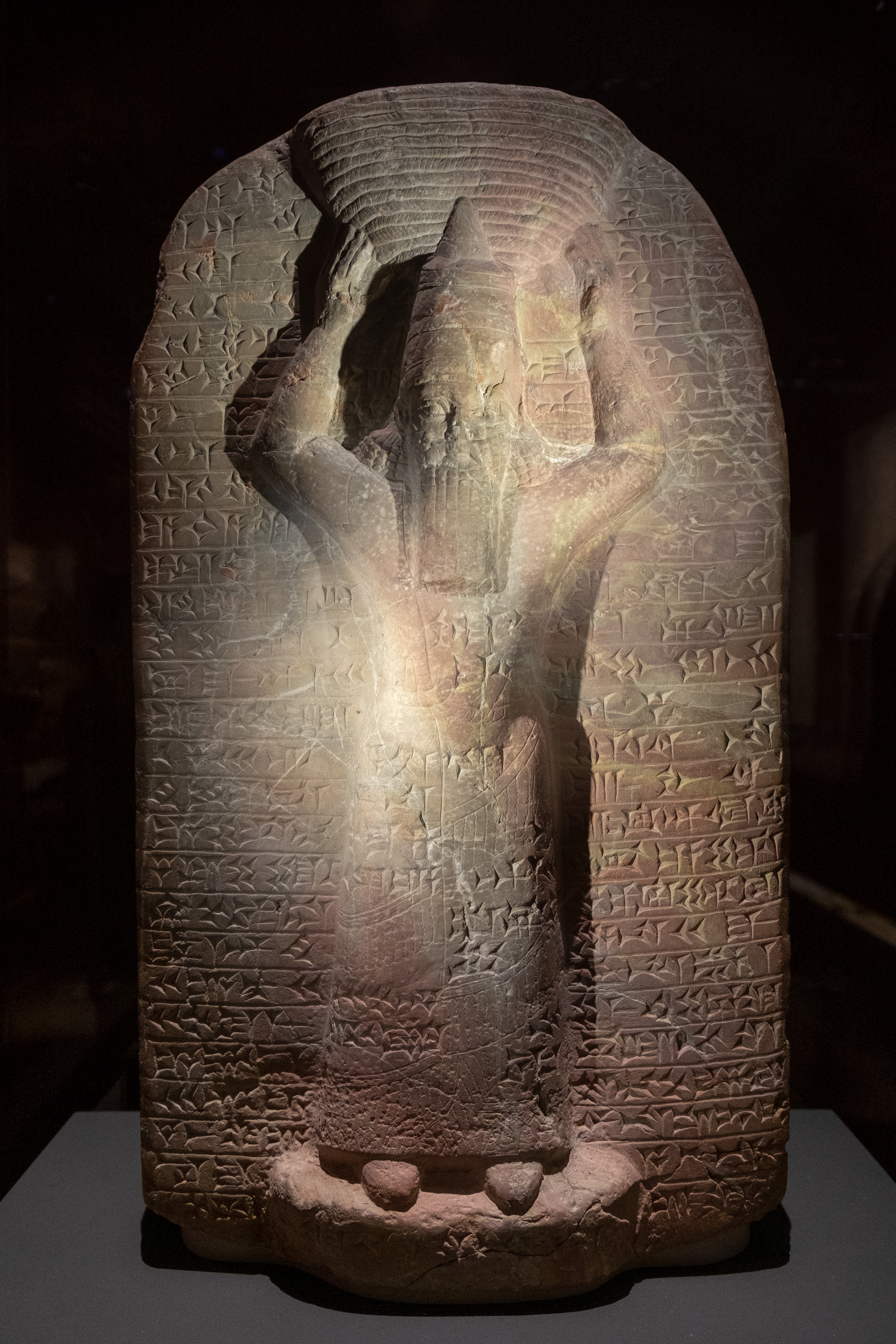
Asurbanipal representado en el Templo de Marduk en Babilonia como constructor de templos y restaurador del santuario de Ea, British Museum.

Asurbanipal era probablemente el cuarto hijo del rey Asarhaddón, más joven que el príncipe heredero Sin-nadin-apli y los otros dos hijos, Shamash-shum-ukin y Shamash-metu-uballit. También tenía una hermana mayor, Serua-eterat, y varios hermanos menores. Sin-nadin-apli murió inesperadamente en 674 a. C. y Asarhaddón, que deseaba evitar una crisis de sucesión, ya que él mismo había ascendido al trono con gran dificultad, pronto comenzó a hacer nuevos planes de sucesión. Asarhaddón pasó por alto por completo al tercer hijo, Shamash-metu-uballit, posiblemente porque este príncipe padecía problemas de salud.
En mayo de 672 a. C., Asurbanipal fue designado por Asarhaddón como heredero de Asiria y Shamash-shum-ukin fue designado heredero de Babilonia. Los dos  príncipes llegaron a la capital de Nínive juntos y participaron en una celebración con representantes extranjeros y nobles y soldados asirios. Promover a uno de sus hijos como heredero de Asiria y  otro como heredero de Babilonia era una idea nueva;  durante las últimas décadas, el rey asirio había sido simultáneamente el rey de Babilonia. Asarhaddón podría haber decidido dividir sus títulos entre sus hijos ya que los hermanos de Asarhaddón habían asesinado a su padre Senaquerib e intentaron usurpar el trono después de que Asarhaddón hubiera sido proclamado heredero décadas antes. Al dividir el gobierno del imperio, podría haber supuesto que tales celos y rivalidades podrían evitarse.
Una hipótesis es que la elección de nombrar a un hijo menor como príncipe heredero de Asiria, que era claramente el título principal de Asarhaddón, y a un hijo mayor como príncipe heredero de Babilonia podría explicarse por las madres de los dos hijos.  Aunque es igualmente probable que Shamash-shum-ukin y Asurbanipal compartieran una madre, posiblemente Esharra-hammat (la consorte principal de Asarhaddón), también es posible que Asurbanipal fuera hijo de una mujer asiria y Shamash-shum-ukin de una mujer babilónica, lo que podría haber tenido consecuencias problemáticas si  Shamash-shum-ukin debía acceder al trono asirio. Dado que Asurbanipal era el siguiente hijo mayor, en este caso sería el candidato superior al trono.  Entonces, Asarhaddón podría haber supuesto que los babilonios estarían contentos con alguien de herencia babilónica como su rey y, como tal, designó a Shamash-shum-ukin para que heredara Babilonia y los territorios del sur de su imperio. Los tratados redactados por Asarhaddón no son claros en cuanto a la relación que pretendía que tuvieran sus dos hijos. Está claro que Asurbanipal era el heredero principal del imperio y que Shamash-shum-ukin debía hacerle un juramento de lealtad, pero otras partes también especifican que Asurbanipal no debía interferir en los asuntos de Shamash-shum-ukin, lo que indica una relación más igualitaria.
Después de que Asurbanipal fuera nombrado príncipe heredero, comenzó a prepararse para ser rey observando a su padre, aprendiendo la administración y estudiando tácticas militares. Asurbanipal también trabajó como jefe de espías, compilando informes para su padre basados en información recopilada de agentes en todo el Imperio Asirio. Fue educado por el general Nabu-shar-usur y el escriba Nabu-ahi-eriba y desarrolló un interés por la literatura y la historia. El príncipe heredero dominó el conocimiento de los escribas y religiosos y llegó a ser competente en la lectura tanto de su idioma acadio nativo como del idioma sumerio. Según los relatos posteriores del propio Asurbanipal (sus anales representan las principales fuentes históricas de su reinado), Asarhaddón lo había favorecido debido a su inteligencia y valentía.
Debido a que Asarhaddón estaba constantemente enfermo, gran parte de los deberes administrativos del imperio recayeron sobre Asurbanipal y Shamash-shum-ukin durante los últimos años del reinado de su padre. Cuando Asarhaddón se fue a la  campaña contra Egipto, Asurbanipal se hizo responsable de los asuntos de la corte y, tras la muerte de su padre en el 669 a. C., se transfirió todo el poder a Asurbanipal sin ningún incidente.

## Reinado

### Reinado temprano y campañas en Egipto

Mapa del Imperio asirio después de la conquista de Egipto por Asarhaddón (Padre y predecesor de Asurbanipal).

Después de la muerte de Asarhaddón a finales del 669 a. C., Asurbanipal se convirtió en rey asirio según los planes de sucesión de su padre.  En la primavera del 668 a. C., Shamash-shum-ukin fue investido como rey de Babilonia y devolvió la estatua de Marduk (que era la deidad patrona de Babilonia) a la ciudad, la cual había sido robada por su abuelo el rey Senaquerib veinte años antes.  Shamash-shum-ukin gobernaría en Babilonia durante dieciséis años, aparentemente en su mayoría pacíficamente con respecto a su hermano menor, pero habría repetidos desacuerdos sobre el alcance exacto de su control. Aunque las inscripciones de Asarhaddón sugieren que a Shamash-shum-ukin se le debería haber otorgado la totalidad de Babilonia para gobernar, los registros contemporáneos solo prueban definitivamente que Shamash-shum-ukin controlaba Babilonia y sus alrededores. Los gobernadores de algunas ciudades babilónicas, como Nippur, Uruk y Ur, y los gobernantes del País del Mar, todos ignoraron la existencia de un rey en Babilonia y vieron a Asurbanipal como su monarca.
Después de que él y su hermano fueron apropiadamente investidos como monarcas, Asurbanipal centró su atención en Egipto. Egipto había sido conquistado por Asarhaddón en el 671 a. C., uno de los mayores logros del padre de Asurbanipal. Aunque Asarhaddón había puesto gobernadores leales a cargo de los nuevos territorios egipcios y había capturado la mayor parte de la corte real egipcia, incluidos el hijo y la esposa del faraón, el rey Taharqo había escapado al Reino de Kush en el sur.
En 669 a. C., Taharqo había reaparecido desde el sur e inspiró a Egipto a intentar liberarse del control de Asarhaddón. Asarhaddón había recibido noticias de esta rebelión y se enteró de que incluso algunos  de sus propios gobernadores que él había designado en Egipto habían dejado de pagarle tributo y se habían unido a los rebeldes. Asarhaddón había marchado para derrotar esta rebelión pero había muerto antes de llegar a la frontera egipcia. Para sofocar la amenaza, Asurbanipal invadió Egipto en c. 667 a. C., llevando al ejército asirio hacia el sur hasta Tebas, una de las antiguas capitales de Egipto, y saqueando numerosas ciudades rebeldes. El cilindro Rassam de Asurbanipal registra lo siguiente:

“En mi primera campaña marché contra Magan, Meluhha, y Taharqo, rey de Egipto y Etiopía, a quien Esar-hadón, rey de Asiria, el padre  que me engendró, había derrotado, y cuya tierra puso bajo su dominio.  Este mismo Taharqo olvidó el poder de Assur, Ishtar y los otros grandes dioses, mis señores, y puso su confianza en su propio poder. Se volvió contra los reyes y regentes que mi propio padre había nombrado en Egipto. Entró y tomó residencia en Menfis, la ciudad que mi propio padre había conquistado e incorporado al territorio asirio.”

La rebelión fue detenida y Asurbanipal designó como su gobernante vasallo en Egipto a  Necao I, que había sido rey de la ciudad Sais, y el hijo de Necao, Psamético I, quien había sido educado en la capital asiria de Nínive durante el reinado de Asarhaddón.
Asurbanipal salió de Egipto después de su victoria. El país fue visto así como vulnerable y el sobrino de Taharqo y sucesor designado Tanutamani invadió Egipto con la esperanza de restaurar a su familia en el trono. Se encontró con las fuerzas de Necao en Menfis, la capital egipcia, y aunque Tanutamani fue derrotado, Necao también murió en la batalla. La situación rápidamente se volvió a favor de Tanutamani cuando los propios egipcios se levantaron junto a él contra Psamético, quien escapó a la clandestinidad. Al enterarse de esto, Asurbanipal volvió a marchar con su ejército a Egipto y derrotó a Tanutamani. En 663 a. C., Tebas, la fortaleza de los kushitas en Egipto, fue saqueada por tercera vez en menos de una década, y Tanutamani abandonó la campaña y huyó de regreso a Kush.

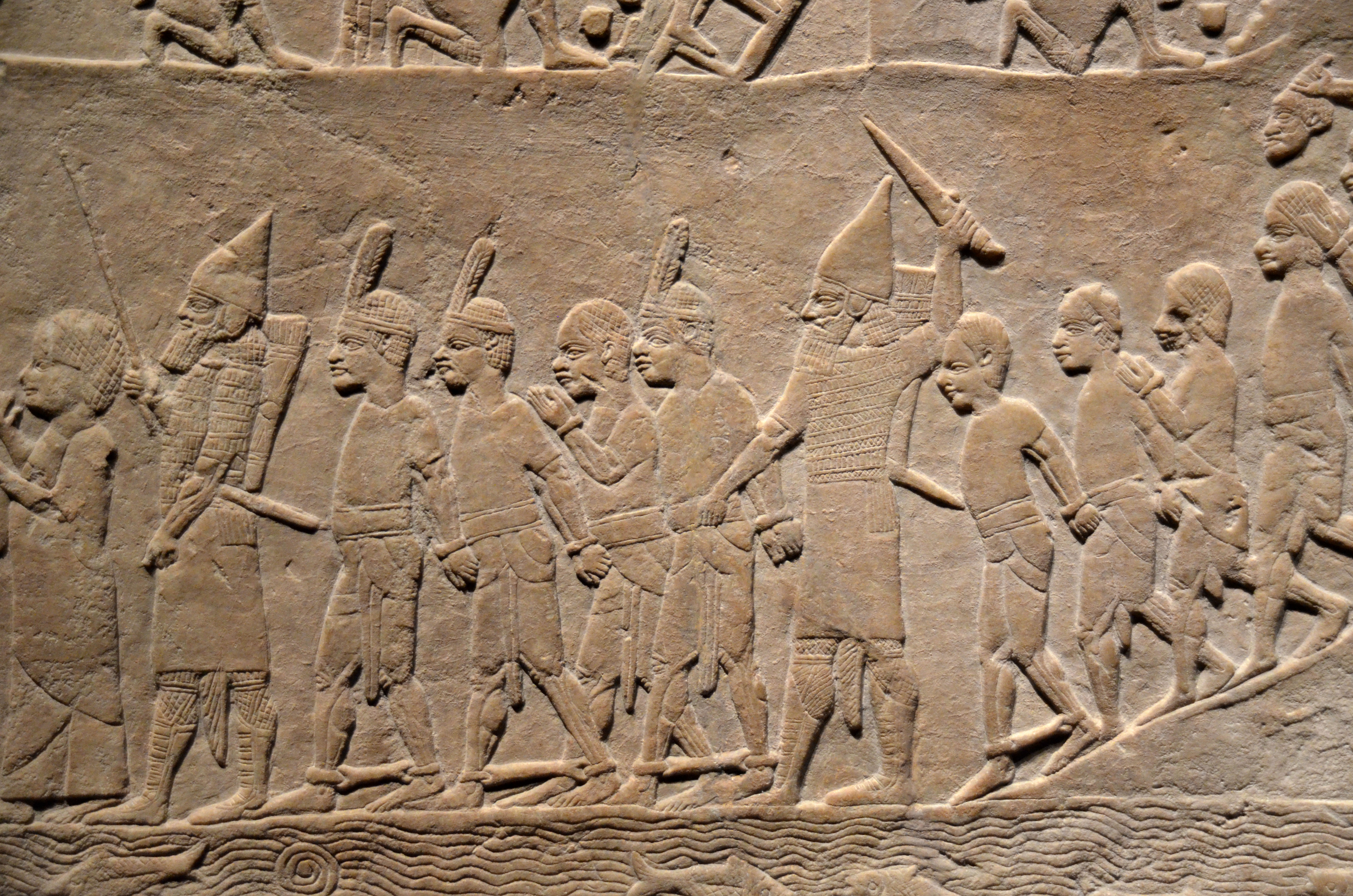
Prisioneros egipcios son escoltados fuera de su ciudad por soldados asirios (Museo Británico).

Victorioso, Asurbanipal convirtió a Psamético en el faraón total de Egipto en el 665 a. C. y le otorgó guarniciones asirias en todo Egipto. Los años siguientes vieron a Asurbanipal ocupado en otros lugares, liderando su ejército en Anatolia contra Tabal, en el norte contra Urartu y en el sureste contra Elam. Al prestar poca atención a Egipto, el reino se alejaría lentamente del control asirio sin necesidad de un conflicto sangriento.

### Primera campaña contra Elam

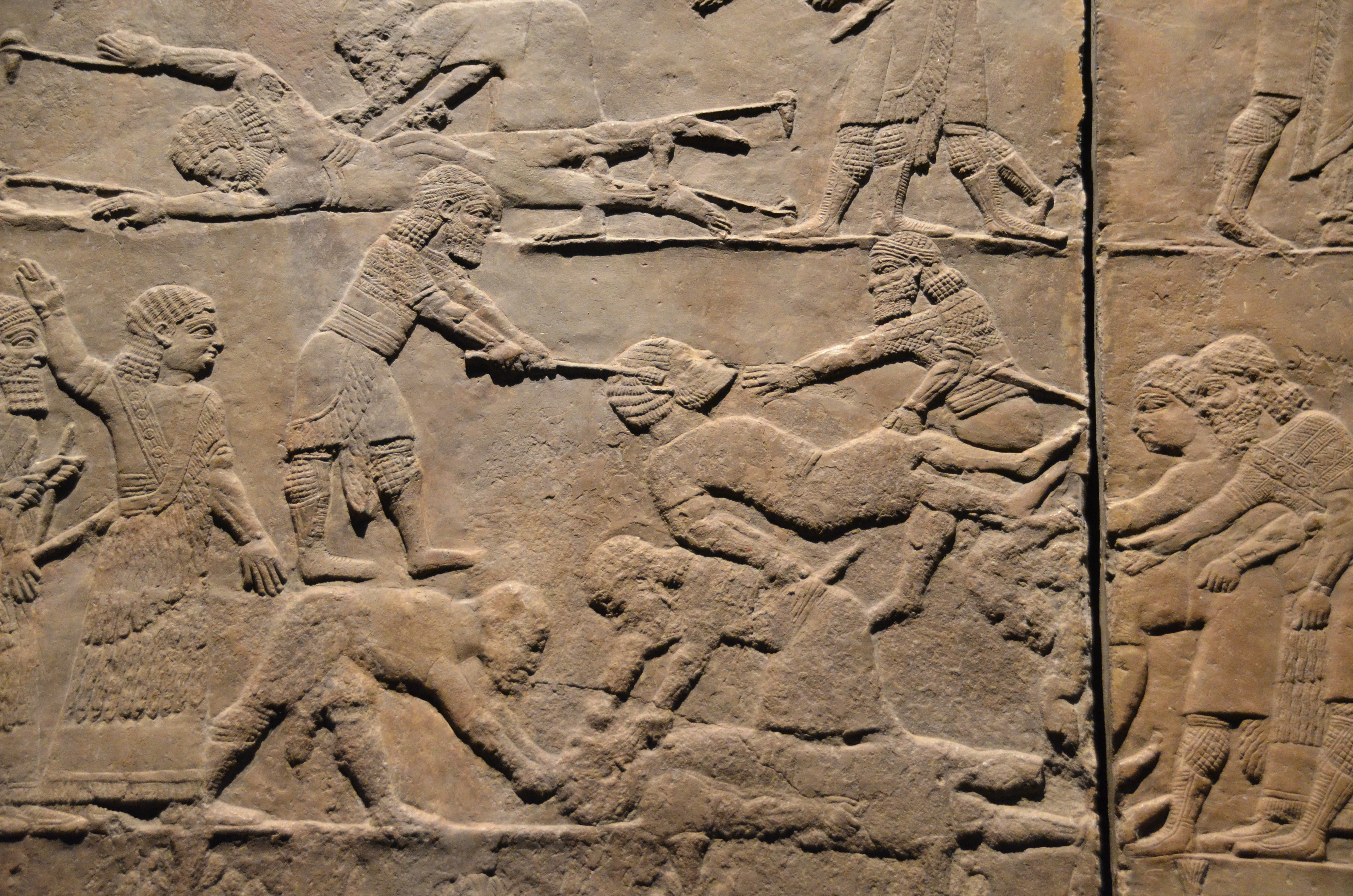
Soldados asirios torturando a jefes elamitas tomados como prisioneros de guerra tras la batalla del Ulai (Museo Británico).

Shamash-shum-ukin parece haberse cansado del gobierno de Asurbanipal en el 653 a. C.;  las inscripciones de Babilonia sugieren que Asurbanipal había estado manejando los asuntos de Shamash-shum-ukin y esencialmente dictando sus decretos.  Shamash-shum-ukin envió diplomáticos a Elam, con la esperanza de utilizar su ejército para desestabilizar el gobierno de Asurbanipal. Asurbanipal parece no haber sido consciente de la participación de Shamash-shum-ukin, aunque derrotó con éxito a los elamitas en el 653 a. C. y devastó sus ciudades y su país. La batalla final de esta campaña, la batalla del río Ulai, tuvo lugar cerca de la capital elamita de Susa y fue una victoria asiria decisiva, en parte debido a las deserciones en el ejército elamita. El rey  Teumman de Elam murió en la batalla, al igual que uno de sus vasallos llamado Shutruk-Nahhunte, rey de la ciudad de Hidalu.  A raíz de su victoria, Asurbanipal instaló a dos de los hijos de Urtaki como gobernantes, proclamando a Ummanigash como rey en Madaktu y Susa y a Tammaritu I como rey en Hidalu.

### Tratos con Lidia y los cimerios

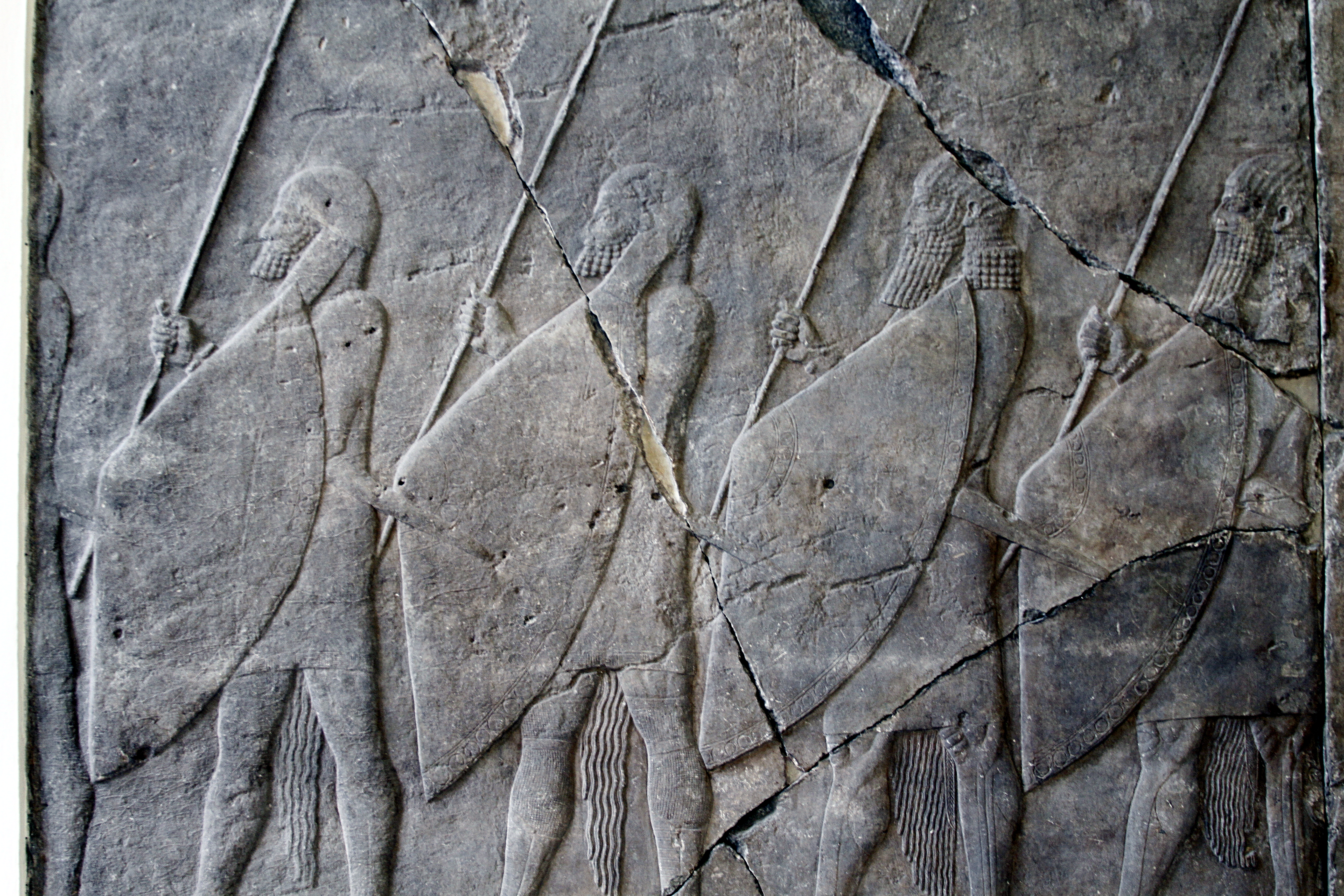
Lanceros asirios representados en un relieve del palacio de Asurbanipal en Nínive (Museo de Pérgamo).

Los cimerios, un pueblo indoeuropeo nómada que vivía en el sur del Cáucaso al norte de Asiria, había invadido Asiria durante el reinado del padre de Asurbanipal. Después de que Asarhaddón los derrotara, los cimerios se habían vuelto para atacar el Reino lidio en el oeste de Anatolia, gobernado por el rey Giges. Después de supuestamente recibir consejos del dios de Asiria, Assur, en un sueño, Giges envió a sus diplomáticos a pedir ayuda a Asurbanipal. Los asirios ni siquiera sabían que Lidia existía y después de que los dos estados establecieran comunicación con éxito con la ayuda de intérpretes, la invasión cimeria de Lidia fue derrotada en c. 665 a. C., con dos jefes cimerios encarcelados en Nínive y grandes  cantidades de botín aseguradas por las fuerzas de Asurbanipal. Se desconoce hasta qué punto el ejército asirio estuvo involucrado en la campaña de Lidia, pero parece que Giges estaba decepcionado con la ayuda, ya que solo doce años después rompió su alianza con Asurbanipal y se alió con Psamético I de Egipto. Después de esto, Asurbanipal maldijo a Giges y cuando Lidia fue invadida por sus enemigos c. 652–650 a. C. hubo mucho regocijo en Asiria.
Mientras las fuerzas asirias estaban en campaña en Elam, una alianza de persas, cimerios y medos marcharon sobre la capital Nínive y lograron alcanzar las murallas de la ciudad. Para contrarrestar esta amenaza, Asurbanipal llamó a sus aliados escitas y derrotó con éxito al ejército enemigo. Generalmente se cree que el rey medo, Fraortes, murió en la lucha. Este ataque está mal documentado y es posible que Fraortes no estuviera presente en absoluto, y su desafortunada muerte, en cambio, ocurriera en una campaña de Media durante el reinado de uno de los sucesores de Asurbanipal.
Después de su muerte c. 652 a. C., Giges fue sucedido por su hijo Ardis.  Debido a que los escitas habían expulsado a los cimerios de sus hogares, los cimerios invadieron Lidia nuevamente y capturaron con éxito la mayor parte del reino.  Como había hecho su padre antes que él, Ardis también pidió ayuda a Asurbanipal, afirmando que:  «Maldijiste a mi padre y le sobrevino la mala suerte; pero bendíceme, tu humilde servidor, y llevaré tu yugo».  Se desconoce si llegó alguna ayuda asiria, pero Lidia fue liberada con éxito de los cimerios. No serían expulsados de Lidia por completo hasta el reinado del nieto de Ardis, Aliates.

### Revuelta de Shamash-shum-ukin en Babilonia

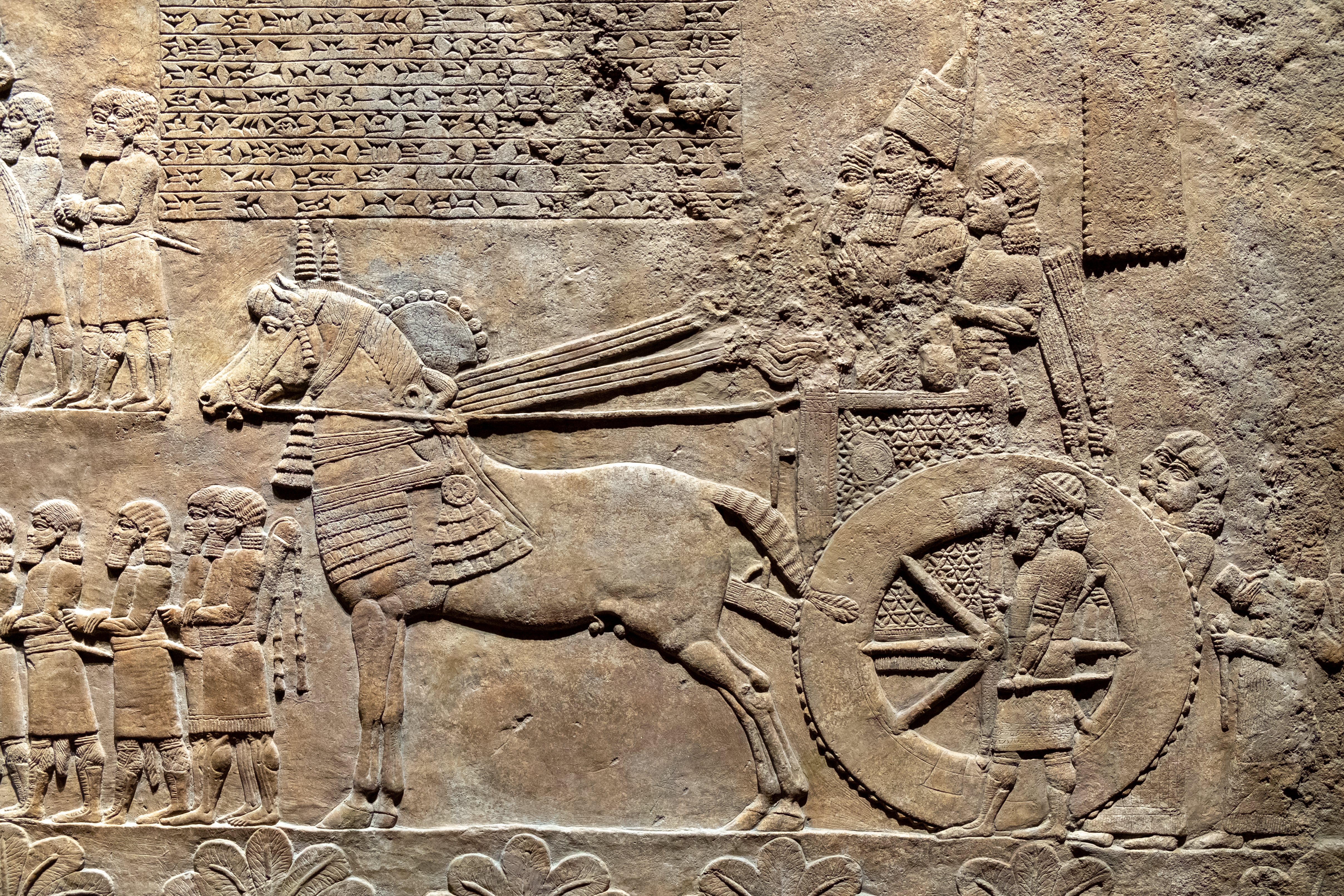
Asurbanipal inspecciona el botín de guerra y los prisioneros después de dos años de asedio a la ciudad de Babilonia (British Museum).

Hacia los años 650 a. C., la hostilidad entre Shamash-shum-ukin y Asurbanipal habría sido evidente para sus vasallos. Una carta de Zakir, un cortesano de la corte de Shamash-shum-ukin, a Asurbanipal describía cómo los visitantes del País del Mar habían criticado públicamente a Asurbanipal frente a Shamash-shum-ukin, usando la frase «¡Esta no es la palabra de un rey!». Zakir informó que aunque Shamash-shum-ukin estaba enojado, él y su gobernador de Babilonia, Ubaru, optaron por no tomar medidas contra los visitantes. Quizá los factores más importantes detrás de Shamash-shum-ukin fue su descontento con su posición en relación con la de su hermano, el resentimiento constante de Asiria en general por parte de los babilonios y la voluntad constante del gobernante de Elam de unirse a cualquiera que hiciera la guerra contra Asiria.
Shamash-shum-ukin se rebeló contra Asurbanipal en el 652 a. C. Esta guerra civil duraría tres años. La evidencia de la inscripción sugiere que Shamash-shum-ukin se dirigió a los ciudadanos de Babilonia para que estos se unieran a él en su revuelta. En las inscripciones de Asurbanipal, se cita que Shamash-shum-ukin dijo: «Asurbanipal cubrirá de vergüenza el nombre de los babilonios», a lo que Asurbanipal se refiere como «viento y mentiras». Poco después de que Shamash-shum-ukin comenzara su revuelta, el resto del sur de Mesopotamia se levantó contra Asurbanipal junto a él.
Según las inscripciones de Asurbanipal, Shamash-shum-ukin tuvo mucho éxito en encontrar aliados contra los asirios.  Asurbanipal identifica tres grupos que ayudaron a su hermano: en primer lugar estaban los caldeos, arameos y los otros pueblos de Babilonia, luego estaban los elamitas y, por último, los reyes de Gutium, Amurru y Meluhha. Este último grupo de reyes podría referirse a los medos (ya que Gutium, Amurru y Meluhha ya no existían en este momento), pero esto es incierto. Meluhha podría haberse referido a Egipto, que no ayudó a Shamash-shum-ukin en la guerra.  Los embajadores de Shamash-shum-ukin a los elamitas habían ofrecido regalos (llamados "sobornos" por Asurbanipal) y su rey, Ummanigash, envió un ejército para ayudar en el conflicto.
A pesar de la alianza aparentemente fuerte de los enemigos de Asiria, la situación de Shamash-shum-ukin parecía sombría en el 650 a. C., con las fuerzas de Asurbanipal sitiando a Sippar, Borsippa, Kutha y la propia Babilonia.  Habiendo soportado el hambre y las enfermedades durante el asedio, Babilonia finalmente cayó en el 648 a. C. y fue saqueada por Asurbanipal. Se cree tradicionalmente que Shamash-shum-ukin se suicidó quemándose a lo bonzo a sí mismo y a su familia en su palacio, pero los textos contemporáneos solo dicen que «enfrentó una muerte cruel» y que los dioses «lo enviaron al fuego y destruyeron su vida». Además del suicidio por autoinmolación u otros medios, es posible que haya sido ejecutado, muerto accidentalmente o asesinado de alguna otra manera. Asurbanipal describe su victoria y su venganza  contra aquellos que habían apoyado a Shamash-shum-ukin en sus inscripciones de la siguiente manera:

“Assur, Sin, Shamash, Adad, Bêl, Nabû, Ishtar de Nínive, la reina de Kidmuri,  Ishtar de Arbela, Urta, Nergal y Nusku, que marchan delante de mí, matando a mis enemigos, echan a Shamash-shum-ukin, mi hermano hostil, quien se convirtió en mi enemigo, en las llamas ardientes de un incendio y lo destruy[en]. En cuanto a las personas que tramaron estos planes para Shamash-shum-ukin, mi hermano hostil, e hicieron el mal, pero que temían la muerte y valoraban mucho sus vidas, no se arrojaron al fuego con Shamash-shum-ukin, su señor. Aquellos de ellos que huyeron ante la daga de hierro asesina, el hambre, la miseria y el fuego llameante, y encontraron un refugio, la red de los grandes dioses, mis señores, que no puede ser eludida, los derribó.  Ninguno escapó;  ni un pecador se escapó de mis manos, de aquellos que los dioses habían contado para mis manos.
Los carros, carruajes, palanquines, sus concubinas, los bienes de su palacio, me los trajeron.  En cuanto a esos hombres y sus bocas vulgares, que pronunciaron vulgaridades contra Assur, mi dios, y tramaron el mal contra mí, el príncipe que le teme, les corté la lengua y los derribé.  El resto del pueblo, vivo, por los colosos, entre los cuales habían derribado a Senaquerib, el padre del padre que me engendró,  en ese tiempo, derribé a ese pueblo allí, como ofrenda a su sombra. Sus cuerpos desmembrados di de comer a los perros, cerdos, lobos y águilas, a las aves del cielo y a los peces de las profundidades.”

Después de la derrota de Shamash-shum-ukin, Asurbanipal nombró a un nuevo gobernador de la ciudad, Kandalanu, posiblemente uno de sus hermanos menores. El reino de Kandalanu era el mismo que el de Shamash-shum-ukin con la excepción de la ciudad de Nippur, que Asurbanipal convirtió en una poderosa fortaleza asiria. Es probable que la autoridad de Kandalanu haya  sido muy limitada y sobreviven pocos registros de su reinado en Babilonia. Si no era uno de los hermanos de Asurbanipal, probablemente era un noble babilónico que se había aliado con Asurbanipal en la guerra civil y había sido recompensado con el rango de rey. Kandalanu probablemente carecía de un verdadero poder político y militar, que en cambio estaba firmemente en manos de los asirios.

### Segunda campaña elamita

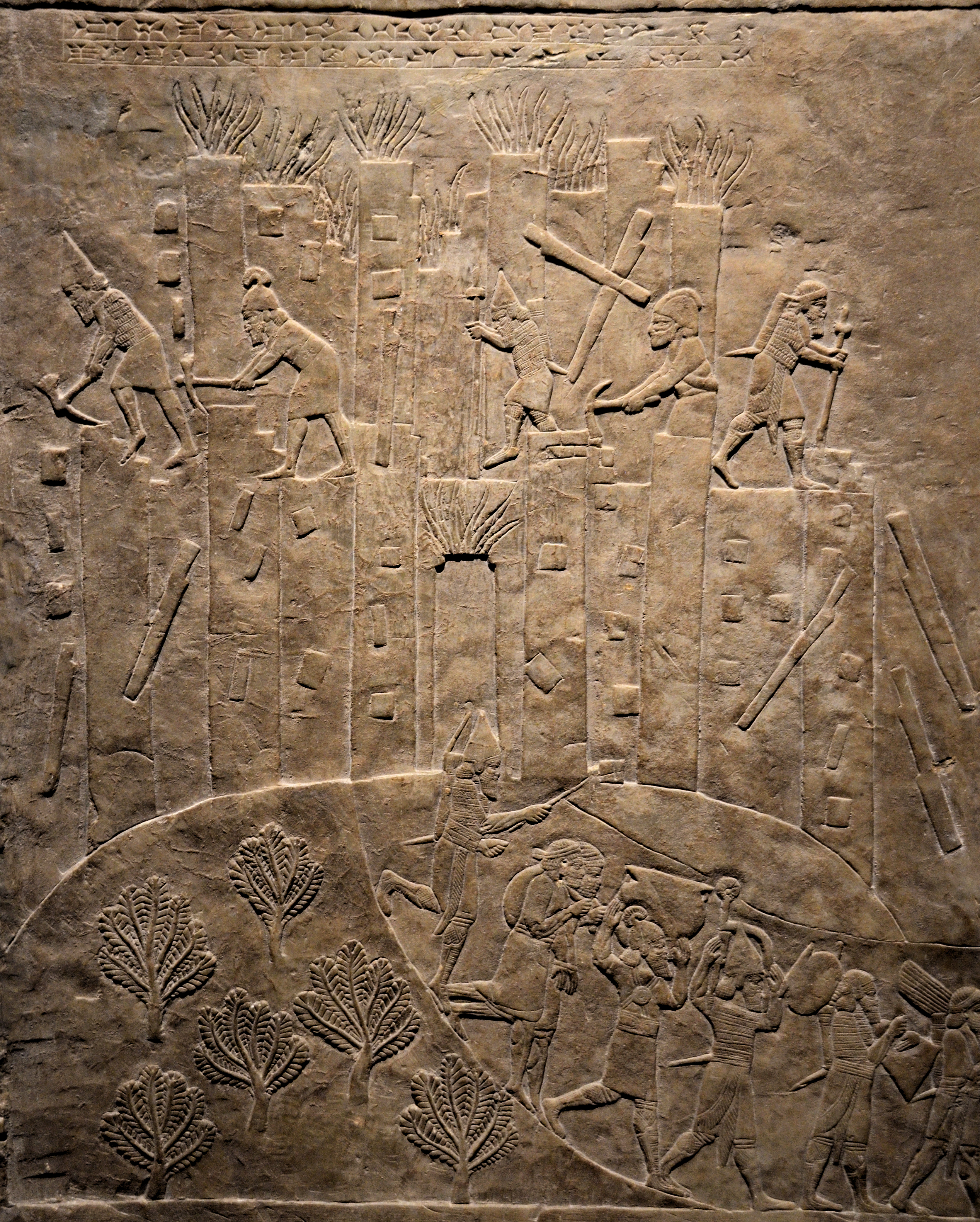
Relieve en el que se registra la destrucción de la ciudad de Hamanu tras la exitosa campaña de Asurbanipal contra Elam (Museo Británico).

Los elamitas bajo Ummanigash se habían unido a Shamash-shum-ukin en la guerra, en parte para restaurar el control sobre las partes de Elam que Asurbanipal había incorporado al Imperio Asirio. El ejército de Ummanigash fue derrotado cerca de la ciudad Der y como resultado, fue depuesto en Elam por Tammaritu II, quien luego gobernó como rey.  Ummanigash huyó a la corte asiria y Asurbanipal le concedió asilo.  El gobierno de Tammaritu II fue breve y, a pesar del éxito en algunas batallas junto al señor de la guerra caldeo Nabu-bel-shumati, fue depuesto en otra revuelta en el 649 a. C. El nuevo rey, Indabibi, tuvo un reinado extremadamente breve y fue asesinado después de que Asurbanipal amenazara con invadir Elam nuevamente debido al papel de Elam en el apoyo a sus enemigos.
En lugar de Indibibi, Humban-haltash III se convirtió en rey en Elam.  Nabu-bel-shumati continuó luchando contra Asurbanipal desde puestos de avanzada dentro de Elam y aunque Humban-haltash estaba a favor de entregar al rebelde caldeo, Nabu-bel-shumati tenía demasiados partidarios en Elam para que esto se llevara a cabo. Como tal, Asurbanipal invadió Elam nuevamente en 647 a. C. y después de que su breve resistencia fracasara, Humban-haltash abandonó su asiento en Madaktu y huyó a las montañas. Humban-haltash fue reemplazado brevemente como rey por Tammaritu II, quien recuperó su trono.  Después de que los asirios saquearan la región de Khuzistán, el ejército asirio regresó a casa y Humban-haltash regresó y retomó el trono.
Asurbanipal regresó a Elam en 646 a. C. y Humban-haltash nuevamente abandonó Madaktu, huyendo primero a la ciudad Dur-Untash y luego a las montañas en el este de Elam. Las fuerzas de Asurbanipal persiguieron a Humban-haltash, saqueando y arrasando ciudades a su paso. Todos los principales centros políticos de Elam fueron aplastados y los cacicazgos y pequeños reinos cercanos que anteriormente habían pagado tributo al rey elamita comenzaron a pagar tributo a Asurbanipal.  Entre estos reinos estaba Parsua, posiblemente un predecesor del imperio que sería fundado por los aqueménidas un siglo después. El rey de Parsua, Ciro (posiblemente la misma persona que Ciro I, el abuelo de Ciro el Grande), originalmente se puso del lado de los elamitas al comienzo de la campaña, y por lo tanto se vio obligado a entregar a su hijo Arukku como rehén. Los países que nunca antes habían tenido contacto con los asirios, como un reino gobernado por un rey llamado Ḫudimiri que «se extendía más allá de Elam», también comenzaron a pagar tributo a los asirios por primera vez.
En el camino de regreso de su campaña, las fuerzas asirias saquearon brutalmente a Susa.  En las triunfales inscripciones de Asurbanipal que detallan el saqueo se describe con gran detalle cómo los asirios profanaron las tumbas reales, saquearon y arrasaron templos, robaron las estatuas de los dioses elamitas y sembraron sal en el suelo. El detalle y la longitud de estas inscripciones sugieren que el evento estaba destinado a conmocionar al mundo a través de su proclamación de la derrota y erradicación de los elamitas como una entidad cultural distinta. En una inscripción,  el rey expresó de la siguiente manera la extensa y brutal campaña de destrucción y saqueo en la capital elamita y sus alrededores:

“Susa, la gran ciudad santa, morada de sus dioses, asiento de sus misterios, yo conquisté según la palabra de Assur e Ishtar.  Entré en sus palacios, habité allí con regocijo;  abrí los tesoros donde se acumularon plata y oro, bienes y riquezas [...] los tesoros de Sumer, Akkad y Babilonia que los antiguos reyes de Elam habían saqueado y llevado [...].  Destruí el zigurat de Susa [...];  rompí sus brillantes cuernos de cobre.  [In]shushinak, dios de los oráculos, que reside en lugares secretos, donde ningún hombre ve su naturaleza divina [junto con los dioses que lo rodean], con sus joyas, sus riquezas, sus muebles, con  los sacerdotes, traje como botín a la tierra de Aššur [...].  Reduje a la nada los templos de Elam;  sus dioses, sus diosas, los dispersé a los vientos. Las arboledas secretas donde ningún forastero había penetrado jamás, donde ningún profano había pisado jamás, mis soldados entraron, vieron sus misterios, los destruyeron con fuego. Las tumbas de sus reyes antiguos y recientes que no habían temido [a la diosa] Ishtar, mi señora, y que fueron la causa de los tormentos de los reyes, mis padres, esas tumbas las destruí, las expuse al sol y las destruí [...]. Devasté las provincias de Elam y [en sus tierras] esparcí sal [...].”

A pesar de la campaña exhaustiva y brutal, los elamitas perduraron como entidad política durante algún tiempo.  Humban-haltash volvió a gobernar en Madaktu y (con retraso) envió a Nabu-bel-shumati a Asurbanipal, aunque el caldeo se suicidó de camino a Nínive.  Después de que Humban-haltash fuera depuesto, capturado y enviado a los asirios en una revuelta poco después, los registros asirios dejan de hablar de Elam. Asurbanipal no nombró nuevos gobernadores de las ciudades elamitas después de su campaña y no hizo ningún intento de integrar el país como una provincia asiria, sino que lo dejó abierto e indefenso. Los campos quedaron vacíos y yermos. En las décadas posteriores a la campaña, los persas migrarían a la región y reconstruirían las ciudades devastadas.

### Campañas árabes

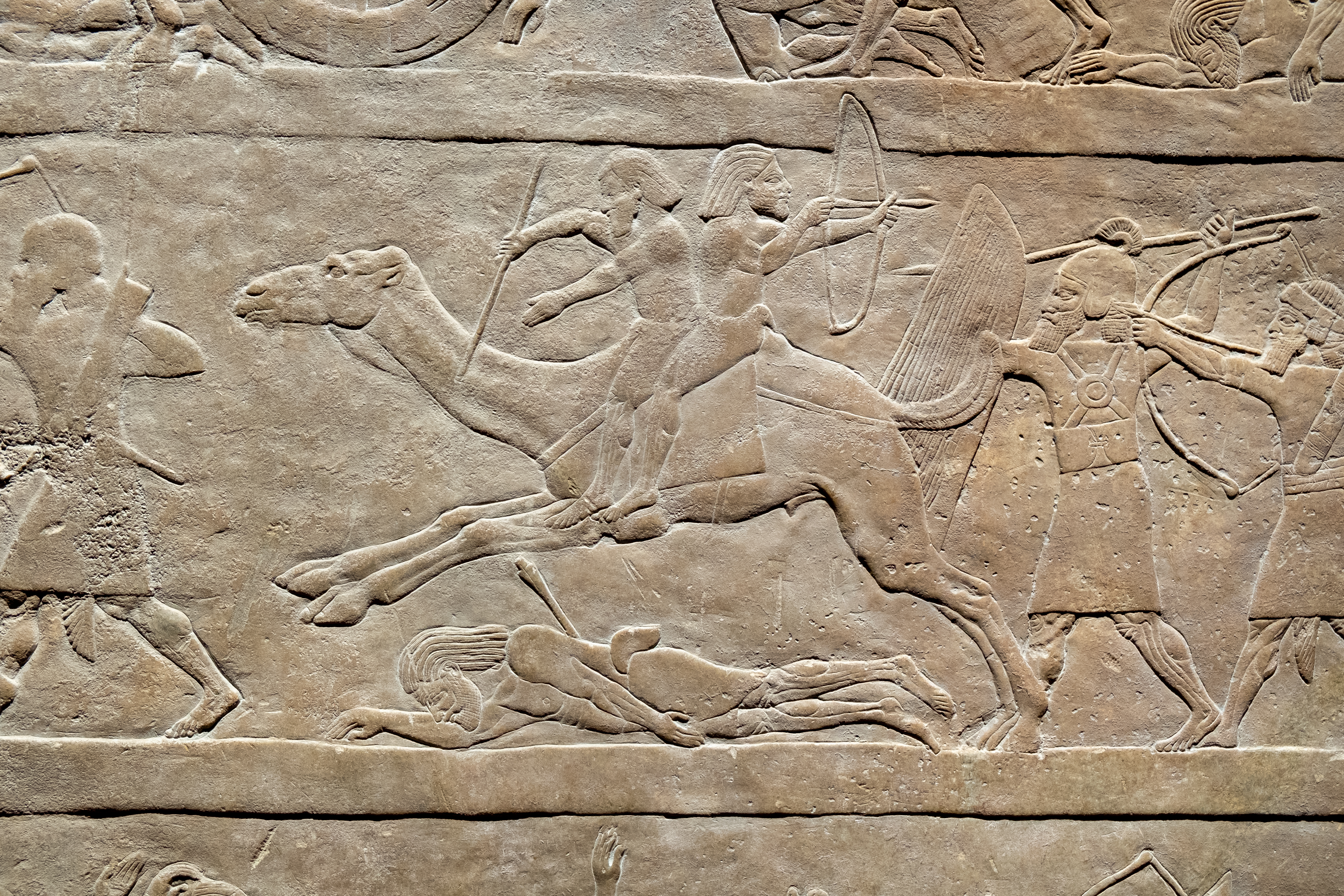
Los asirios persiguen a los árabes montados a camello, Palacio Norte de Nínive (British Museum).

La guerra de Asurbanipal contra las tribus en la península arábiga ha recibido relativamente poca atención de los historiadores modernos pero es la campaña con la cuenta más larga en sus propias escrituras.  La cronología de estas campañas es incierta y se basa en la serie de anales que escribió Asurbanipal, aunque la narración parece haber sido ligeramente alterada en el transcurso de algunos años. El relato más antiguo de Asurbanipal de su campaña contra los árabes se creó en 649 a. C. y describe cómo el rey Yauta, hijo de Hazael, rey de los qedaritas (este rey había sido un tributario del padre de Asurbanipal) se rebeló contra Asurbanipal, junto con otro  rey árabe llamado Ammuladdin, y saqueó las tierras occidentales del Imperio Asirio. Según el relato de Asurbanipal, su ejército, junto con el ejército del rey Kamas-halta de Moab, derrotó a las fuerzas rebeldes.  Ammuladdin fue capturado y enviado encadenado a Asiria y Yauta escapó. En el lugar de Yauta, a un leal caudillo árabe llamado Abiyate se le concedió la realeza de los qedaritas. Esta narración temprana de la campaña es diferente de la mayoría de los otros relatos militares de Asurbanipal en que falta la frase «en mi n.ª campaña», no se describe al rey derrotando al enemigo en persona y el rey enemigo sobrevive y  huye en lugar de ser capturado y ejecutado.
La segunda versión de la narración, compuesta en el 648 a. C., también incluye que Asurbanipal derrotó a Adiya, una reina de los árabes, y que Yauta huyó con otro jefe, Natnu de los nabateos, quien lo rechazó y permaneció leal a Asurbanipal. Incluso versiones posteriores de la narración también incluyen menciones a cómo Yauta también se había rebelado contra Asarhaddón años antes. Estos relatos posteriores también conectan explícitamente la rebelión de Yauta con la revuelta de Shamash-shum-ukin, colocándola al mismo tiempo y sugiriendo que las incursiones occidentales de los árabes fueron provocadas por la inestabilidad causada por la guerra civil asiria.
Algún tiempo después de la conclusión de este primer conflicto breve, Asurbanipal llevó a cabo una segunda campaña contra los árabes. El relato de Asurbanipal de este conflicto se refiere en gran medida a los movimientos de su ejército a través de Siria en busca de Uiate (combinado con Yauta pero posiblemente una persona diferente) y sus soldados árabes.  Según el relato, el ejército asirio marchó desde Siria a Damasco y luego a Hulhuliti, después de lo cual capturaron Abiyate y derrotaron a Uššo y Akko. No se menciona la razón detrás de la rebelión de Abiyate. Además, los nabateos, que habían ayudado a Asurbanipal en la campaña anterior, se mencionan como derrotados en su segunda guerra contra los árabes, sin más información sobre lo que había llevado al cambio en su relación entre las dos campañas.
La última versión de la narrativa árabe específica que las dos campañas componen la novena campaña de Asurbanipal y amplía aún más su contenido. En esta versión se especifica que el Abiyate que reemplazó a Yauta como rey de los qedaritas y el rey Ammuladdin habían sido los principales generales árabes que se unieron a la guerra de Shamash-shum-ukin y que el botín traído a Asiria de las campañas provocó inflación en el imperio de Asurbanipal y el hambre en Arabia. También se aclara que el propio Asurbanipal, no solo su ejército, había salido personalmente victorioso en el conflicto. Esta última versión también establece que Uiate fue capturado y exhibido en Nínive junto con los prisioneros capturados durante las guerras en Elam.

### Reinado tardío

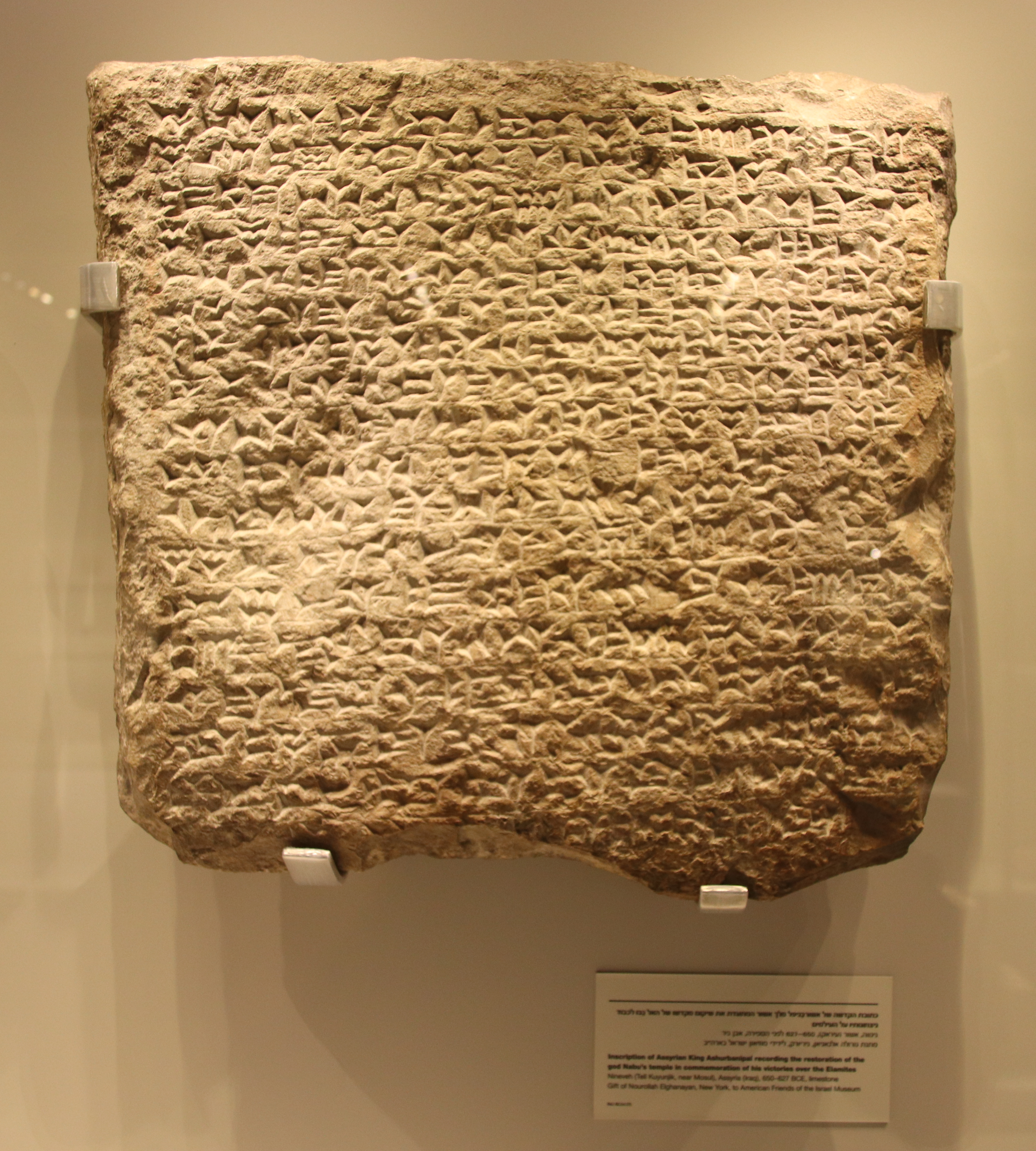
Inscripción de Asurbanipal escrita en algún momento después de 646 a. C., sobre la restauración de un templo dedicado a Nabu (BM).

Los eventos en el reinado de Asurbanipal después del 649 a. C. están relativamente mal registrados ya que el seguro canon epónimo (nombres de años asirios conocidos) termina en ese año.  Después de 639 a. C., solo se conocen dos inscripciones de Asurbanipal, un marcado contraste con los abundantes registros conocidos de años anteriores.  Esta escasez de documentación podría reflejar el comienzo de una grave crisis política interna.El reinado tardío de Asurbanipal parece haber visto una creciente desconexión entre el rey y la élite tradicional del imperio.  Asurbanipal promovió fuertemente a los eunucos a posiciones prominentes, en detrimento de la nobleza y la aristocracia.  En algún momento avanzado de su reinado, el cantante principal, Bullutu, se convirtió en epónimo, un movimiento sin precedentes. Algunos asiriólogos han establecido paralelismos entre la escasa evidencia del reinado tardío de Asurbanipal y Sardanápalo, en la tradición literaria grecorromana, el último rey decadente de Asiria (basado en Asurbanipal).El propio Asurbanipal reconoció que no había logrado mantener la durabilidad del Imperio Asirio.  En una de sus últimas inscripciones conocidas, Asurbanipal, entristecido y enfrentado a su propia mortalidad por enfermedad, lamentó el estado de su imperio.Esta inscripción dice:

“No puedo acabar con los conflictos en mi país y las disensiones en mi familia;  los escándalos inquietantes me oprimen siempre.  La enfermedad de la mente y la carne me inclinan hacia abajo;  con gritos de dolor pongo fin a mis días.  En el día del dios de la ciudad, el día de la fiesta, soy un desdichado;  la muerte se apodera de mí y me derriba...”

Además de las luchas internas, está claro que el dominio del Imperio Asirio en sus regiones periféricas se había debilitado severamente al final del reinado de Asurbanipal. Algunas tierras periféricas habían recuperado la independencia; por ejemplo, ya no había presencia asiria en el sur del Levante, donde los egipcios se habían convertido en cambio en el poder hegemónico.El reinado tardío de Asurbanipal también puede haber visto el comienzo de rebeliones en Babilonia (iniciadas por el caldeo Nabopolasar). Egipto ya recuperó la independencia a mediados del reinado de Asurbanipal. Egipto parece haber sido liberado pacífica y gradualmente bajo el hijo y sucesor de Necao I Psamético I, quien había sido educado  en la corte asiria.  Después de convertirse en rey en 664 a. C. como un leal vasallo asirio, Psamético extendió lentamente su control por todo Egipto, unificando el país en 656 a. C. e iniciando un período de renacimiento y prosperidad, hasta llegar a ser completamente independiente de Asurbanipal. Psamético siguió siendo un aliado de Asiria; durante la posterior conquista medo-babilónica del imperio asirio en el reinado de Sin-shar-ishkun (sucesor de Assur-etil-ilani y otro hijo de Asurbanipal), tanto Psamético como su hijo Necao II se apresuraron en ayudar a Asiria, con los ejércitos egipcios luchando junto a los asirios.

## Sucesión y cronología

El Imperio Asirio en la mayor extensión de toda su historia, a la muerte de Asurbanipal.

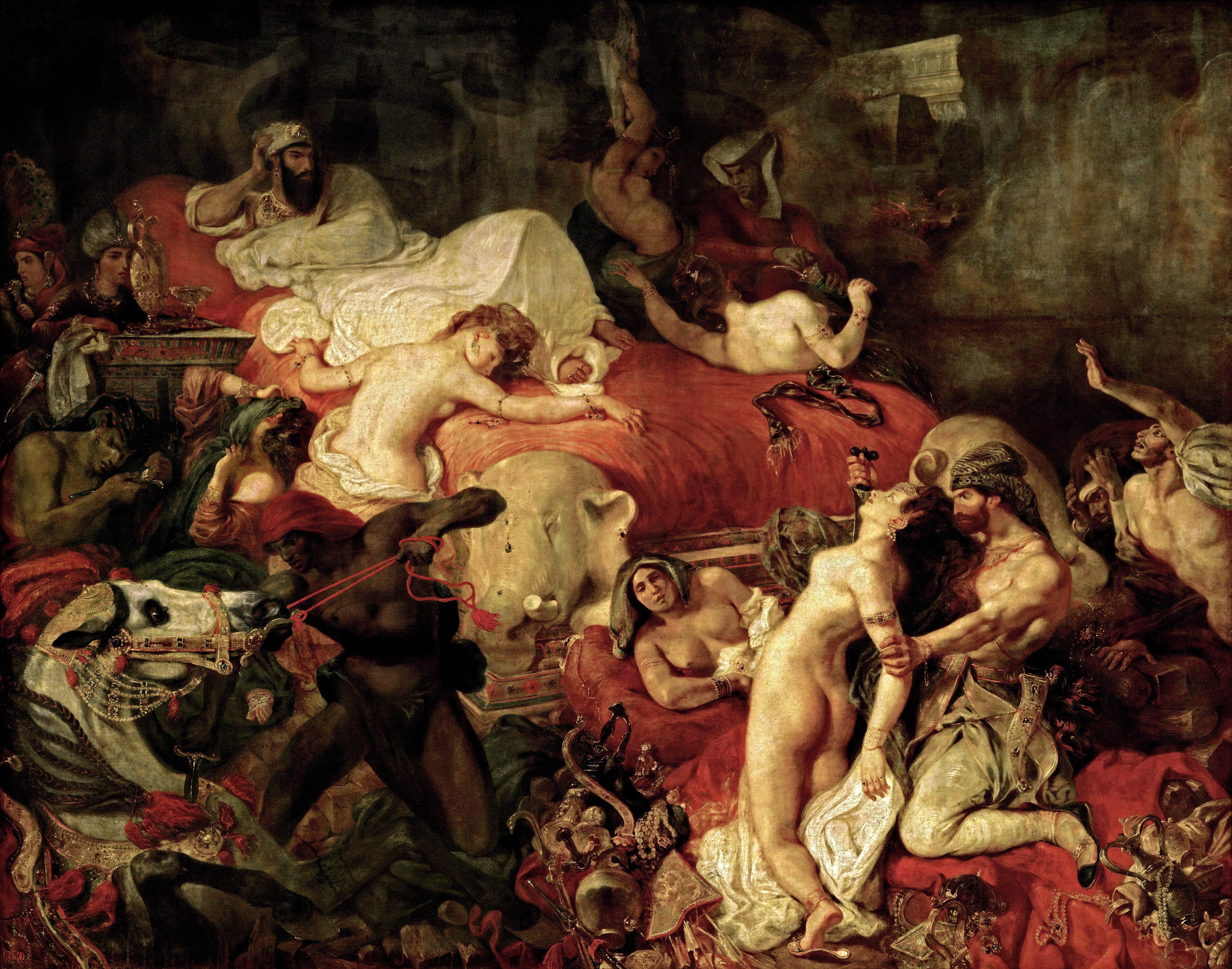
La muerte de Sardanápalo por Eugène Delacroix (1827).

El final del reinado de Asurbanipal y el comienzo del reinado  de su sucesor, Assur-etil-ilani, está envuelto en misterio debido a la falta de fuentes disponibles. Los anales de Asurbanipal, las principales fuentes de su reinado, finalizan en el 636 a. C., posiblemente porque el rey estaba enfermo. Las inscripciones de Assur-etil-ilani sugieren que su padre murió de muerte natural, pero no arrojan luz sobre cuándo sucedió exactamente. Antes de las excavaciones y descubrimientos arqueológicos en el siglo XIX, Asurbanipal  era conocido por el nombre Sardanápalo, basado en los escritos de los antiguos griegos, y había sido identificado erróneamente como el último rey de Asiria. Una historia popular de su fin fue que Sardanápalo se había quemado vivo a sí mismo, a sus concubinas y sirvientes, junto con todo su palacio en la caída de Nínive en 612 a. C. (casi veinte años después de la muerte del auténtico Asurbanipal).
Aunque el último año de Asurbanipal se repite a menudo como 627 a. C., esto sigue a una inscripción en Harrán hecha por la madre del rey babilonio Nabonido casi un siglo después. En general se acepta que Asurbanipal murió, abdicó o fue depuesto en el 631 a. C.[cita requerida] Si el reinado de Asurbanipal hubiera terminado en el 627 a. C., las inscripciones de sus sucesores Assur-etil-ilani y Sin-shar-ishkun en Babilonia habrían sido imposibles, ya que la ciudad fue tomada por Nabopolasar  en el 626 a. C., y nunca más volvió a caer en manos asirias.
Una forma posible de justificar un reinado de 42 años de Asurbanipal es asumir que hubo una corregencia entre él y Assur-etil-ilani, pero nunca había habido una corregencia en la historia anterior de Asiria y la idea se contradice explícitamente con Assur-etil-ilani. Las propias inscripciones de Assur-etil-ilani lo describen ascendiendo al trono después del final del reinado de su padre. Es posible que el error de 42 años se produjera en la historiografía mesopotámica posterior debido al conocimiento de que Asurbanipal gobernó simultáneamente con los gobernantes babilónicos Shamash-shum-ukin y Kandalanu, cuyos reinados juntos suman 42 años, pero Kandalanu sobrevivió a Asurbanipal por tres años, muriendo en 627 a. C. Con respecto a la tradicional doble corona, ninguna fuente babilónica contemporánea describe a Asurbanipal como rey de Babilonia.
Asurbanipal fue sucedido como rey por su hijo, Assur-etil-ilani, y parece haberse inspirado en los planes de sucesión de su padre cuando a otro de sus hijos, Sin-shar-ishkun, se le concedió la ciudad-fortaleza de Nippur y fue designado para ser  el sucesor de Kandalanu en Babilonia una vez que Kandalanu murió.

## Análisis biográfico

### Brutalidad en sus campañas militares

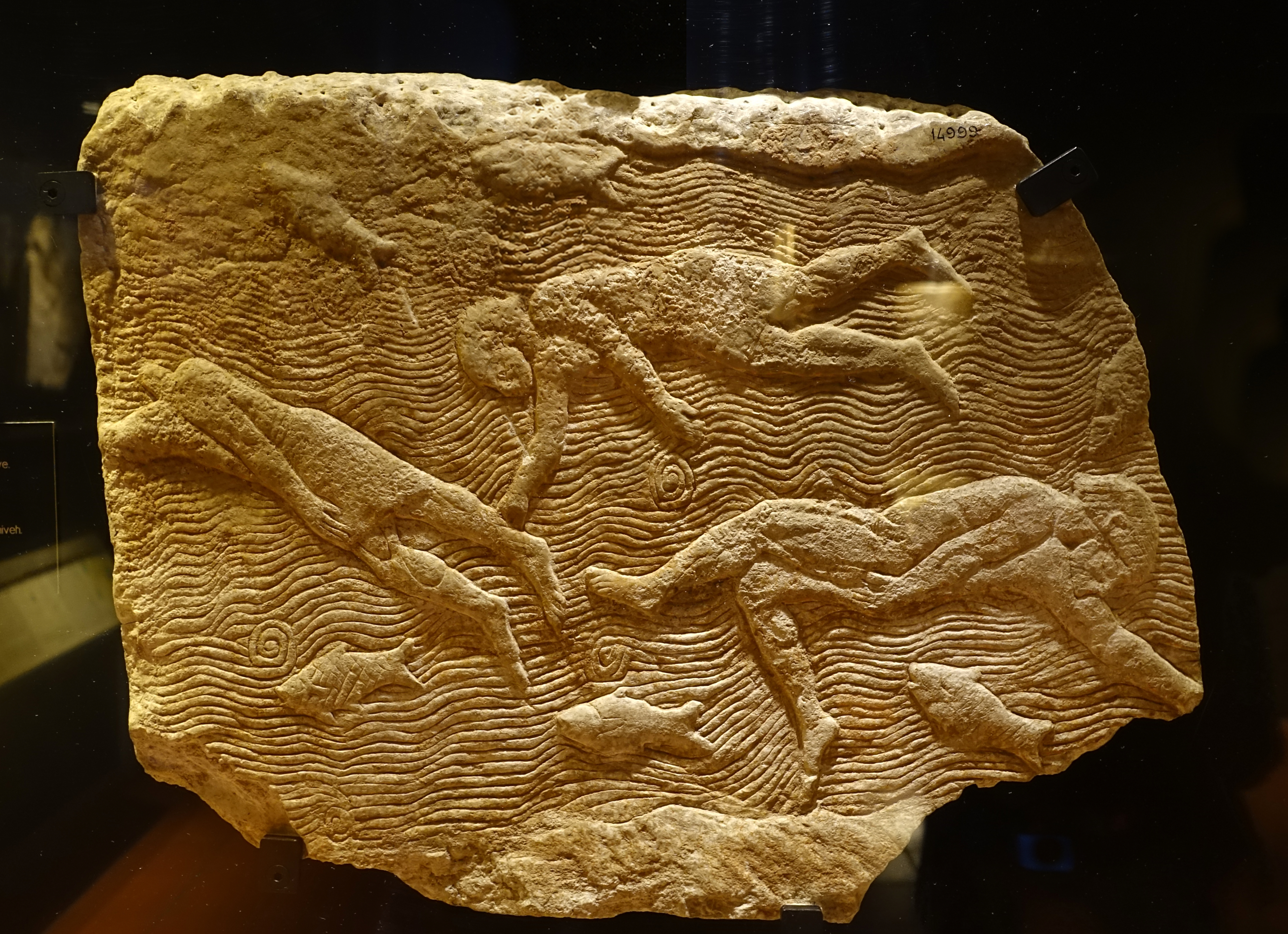
Relieve del Palacio de Asurbanipal en el que se representa a cadáveres flotando río abajo (Museo Vaticano).

En la ideología real asiria, el rey asirio era el representante mortal divinamente designado de Assur. Se consideraba que el rey tenía la obligación moral, humana y necesaria de extender Asiria, ya que las tierras fuera de Asiria se consideraban incivilizadas y una amenaza para el orden cósmico y divino dentro del Imperio Asirio. El expansionismo se presentó como un deber moral para convertir el caos en civilización, en lugar de un imperialismo explotador. Debido al papel del rey asirio como representante de Assur, la resistencia o rebelión contra el gobierno asirio se consideraba como una lucha contra la voluntad divina, que merecía un castigo.  La ideología real asiria percibía a los rebeldes como criminales contra el orden mundial divino. Aunque la ideología real podría usarse para justificar la promulgación de castigos brutales contra los enemigos de Asiria, los niveles de brutalidad y agresión variaron considerablemente entre los reyes y los eruditos modernos no ven a la antigua Asiria en su conjunto como una civilización inusualmente brutal. Sargón II, el fundador de la dinastía de Asurbanipal, es conocido, por ejemplo, por perdonar reiteradamente a los enemigos derrotados. La mayoría de los reyes asirios solo promulgaron actos brutales contra soldados o élites enemigos, no contra civiles.
Bajo Asurbanipal, el ejército asirio hizo campaña más lejos del corazón de Asiria que nunca antes. Aunque Asurbanipal, contrariamente a la imagen presentada en algunos de sus relieves y en marcado contraste con sus predecesores, probablemente solo rara vez (si es que lo hizo) participó en las campañas militares durante su reinado, se destaca claramente entre los reyes asirios por su excepcional brutalidad. Es posible que la excesiva brutalidad de Asurbanipal pueda explicarse en parte por el fanatismo religioso; se sabe que reconstruyó, reparó y amplió la mayoría de los principales santuarios de su imperio y muchas de las acciones que tomó durante su reinado se debieron a informes de presagios, algo en lo que estaba muy interesado. También nombró a dos de sus hermanos menores, Ashur-mukin-paleya y Ashur-etil-shame-erseti-muballissu, como sacerdotes en las ciudades de Aššur y Harrán respectivamente.
Al tomar en cuenta todos los relieves neoasirios que representan escenas de brutalidad, la mayor concentración de ellos es del reinado de Asurbanipal. Los relieves con escenas de brutalidad de la época de Asurbanipal representan el 35% de todas las representaciones conocidas del período neoasirio. Asurbanipal es también el rey más brutal en términos de la variedad de escenas representadas. Es uno de los cuatro únicos reyes neoasirios (junto con Esar-hadón, Tiglath-Pileser III y Asurnasirpal II) que en sus inscripciones afirmaron haber matado a civiles, y el que tiene los más variados actos contra ellos (incluyendo desollamiento, desmembramiento y empalamiento).  También hay varios casos en los que se registra que trajo enemigos cautivos a Nínive para torturarlos y humillarlos. Rara vez se representaba a las mujeres siendo lastimadas en las obras de arte asirias, pero los relieves de Asurbanipal incluyen algunas excepciones destacadas a esta regla. Uno de los relieves del palacio de Asurbanipal en Nínive, al que se le ha dado la designación moderna BM 124927, incluye cuerpos femeninos muertos y ataques directos contra mujeres. La parte central del relieve incluye el acto más brutal contra una mujer jamás registrado en un relieve asirio: soldados asirios desgarrando a una mujer árabe embarazada.

### Interés en la literatura y el conocimiento

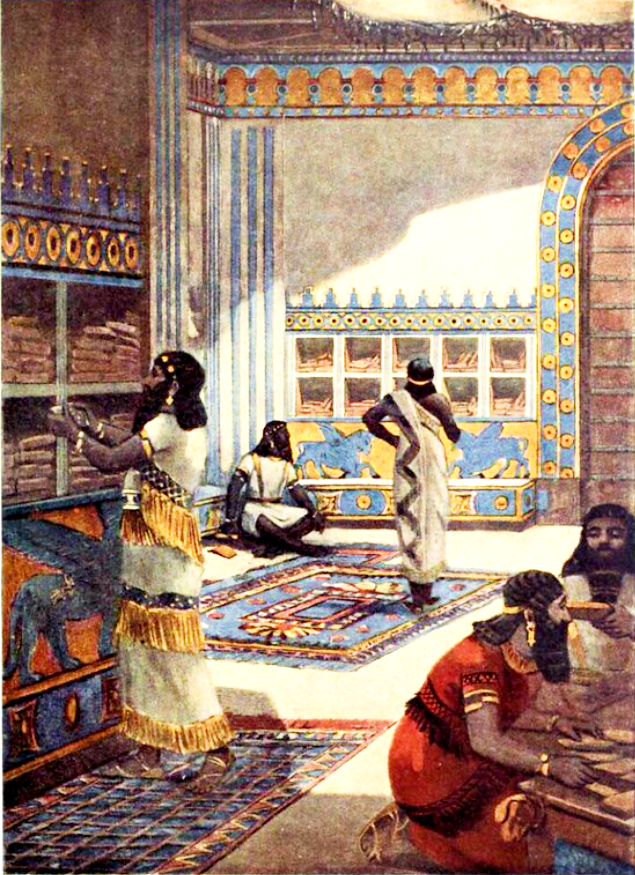
Reconstrucción de la Biblioteca de Asurbanipal.

Asurbanipal se retrató a sí mismo como poderoso tanto en cuerpo como en mente.  Las inscripciones de Asurbanipal, que normalmente se presenta a sí mismo como portador de armas y un lápiz, lo hacen parecer diferente a los reyes anteriores a él, excepcionalmente bien versado en literatura, escritura, matemáticas y erudición. Profundamente interesado en la antigua cultura literaria de Mesopotamia, Asurbanipal leyó textos complejos tanto en acadio como en sumerio ya desde su juventud.  Después de convertirse en rey, Asurbanipal, utilizando los recursos masivos ahora a su disposición, creó la primera biblioteca "universal" del mundo en Nínive. Se considera que la Biblioteca de Asurbanipal resultante fue, con mucho, la biblioteca más extensa de la antigua Asiria y la primera biblioteca organizada sistemáticamente en el mundo.

## Familia e hijos

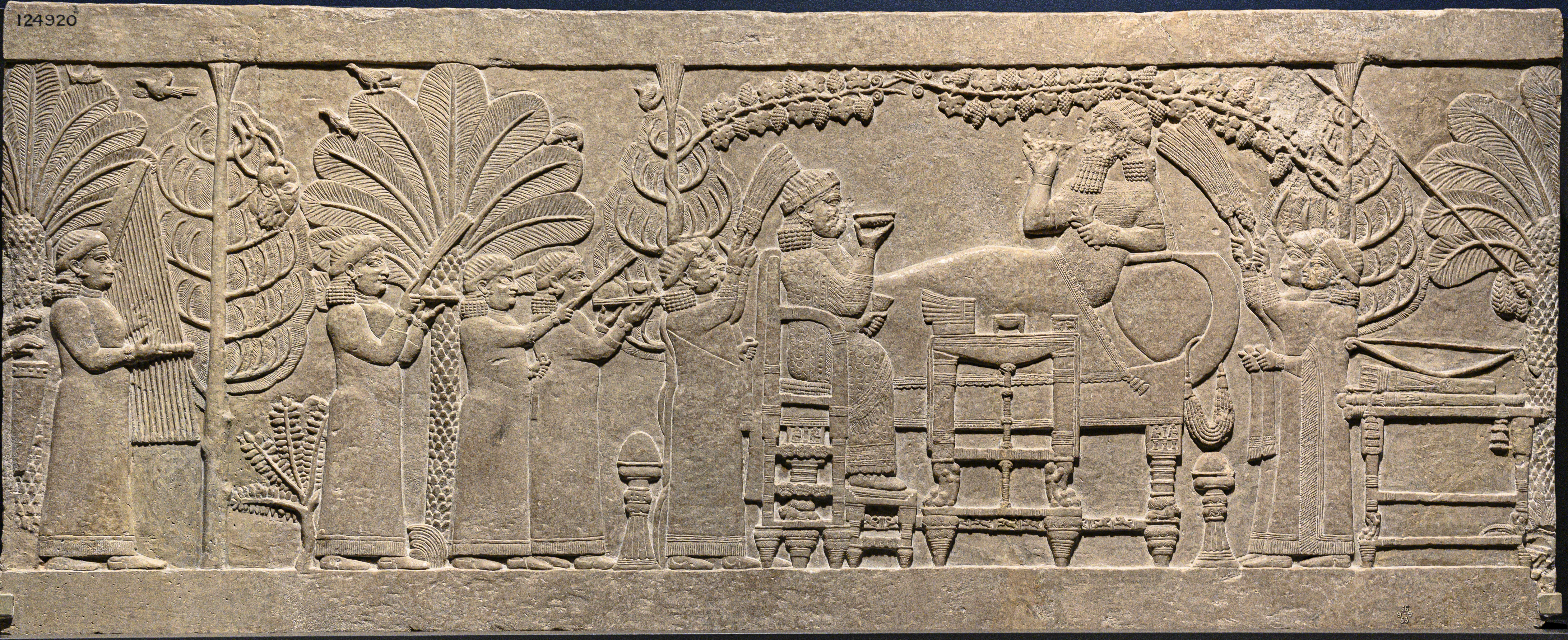
Asurbanipal y su esposa real Libbali-sarrat representados celebrando una fiesta en los jardines del palacio. La cabeza que cuelga del árbol a la izquierda es la del rey elamita Teumman (British Museum).

El nombre de la reina de Asurbanipal era Libbali-sarrat (Libbali-šarrat). Libbali-sarrat ya estaba casada con Asurbanipal cuando se convirtió en rey y podría haberse casado con él hacia el año 673 a. C., aproximadamente en el momento de la muerte de la reina de Esar-hadón, Esharra-hammat.
Tres de los hijos de Asurbanipal son conocidos por su nombre:
- Assur-etil-ilani (Aššur-etil-ilāni) - hijo que gobernó como rey de Asiria  631–627 a. C.
- Sin-shar-ishkun (Sîn-šar-iškun) – hijo que gobernó como rey de Asiria entre el 627 y el 612 a. C.
- Ninurta-sharru-usur (Ninurta-šarru-uṣur)[53] – hijo nacido de una esposa inferior (es decir, no Libbali-sarrat), parece no haber desempeñado ningún papel político.

Las inscripciones de Sin-shar-ishkun que mencionan que fue seleccionado para la realeza "entre sus iguales" (es decir, hermanos) sugieren que Asurbanipal tuvo más hijos además de Assur-etil-ilani, Sin-shar-ishkun y Ninurta-sharru-usur. También se sabe que Asurbanipal tuvo al menos una hija, dado que hay documentos de su reinado que hacen referencia a una "hija del rey".
Es posible que el linaje de Asurbanipal volviera al poder en Mesopotamia después de la caída de Asiria en 612–609 a. C. La madre del último de los reyes neobabilónicos, Nabonido, era de Harrán y tenía ascendencia asiria. Esta mujer, Adda-Guppi, según sus propias inscripciones, nació en el año 20 del reinado de Asurbanipal (648 a. C., ya que los años se contaban desde el primer año completo del rey). La erudita británica Stephanie Dalley considera "casi seguro" que Adda-Guppi era una hija de Asurbanipal debido a sus propias inscripciones que afirman que Nabonido era de la línea dinástica de Asurbanipal. El profesor de Estudios Bíblicos Michael B. Dick ha refutado esto, señalando que aunque Nabonido hizo todo lo posible para revivir algunos viejos símbolos asirios (como usar una capa envuelta en sus representaciones, ausente en las de otros reyes neobabilónicos pero  presente en el arte asirio) e intentó vincularse a la dinastía sargónida, no hay "evidencia alguna de que Nabonido estuviera relacionado con la dinastía sargónida".

## Títulos

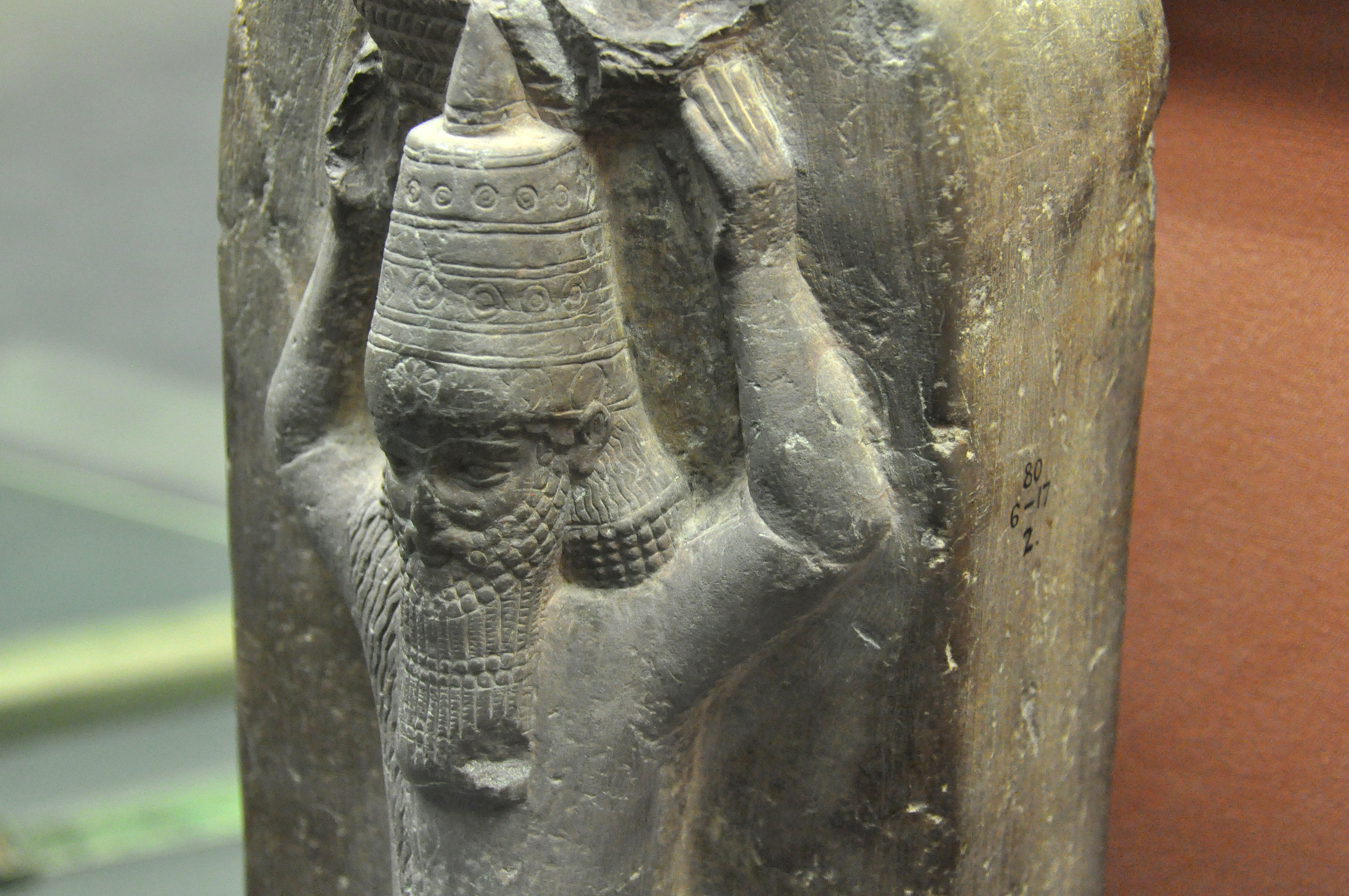
Detalle de un monumento de piedra que representa al rey Asurbanipal como canéfora (Museo Británico).

En una inscripción en un cilindro fechado en 648 a. C., Asurbanipal usó en sí mismo los siguientes títulos:

“Soy Asurbanipal, el gran rey, el rey poderoso, rey del universo, rey de Asiria, rey de las cuatro regiones del mundo;  descendiente de los lomos de Asarhaddón, rey del universo, rey de Asiria, virrey de Babilonia, rey de Sumer y Akkad;  nieto de Senaquerib, rey del universo, rey de Asiria.”

Una titulación similar se usa en una de las muchas tablillas de Asurbanipal:

“Yo, Asurbanipal, el gran rey, el rey poderoso, rey del universo, rey de Asiria, rey de las cuatro regiones del mundo, hijo de Asarhaddón, rey del universo, rey de Asiria, nieto de Senaquerib, rey de los  universo, rey de Asiria, simiente eterna de la realeza...”

Una variante más larga de estos títulos se presenta en una de las inscripciones de construcción de Asurbanipal en Babilonia:

“Asurbanipal, el rey poderoso, rey del universo, rey de Asiria, rey de las cuatro regiones del mundo, rey de reyes, príncipe sin igual, que desde el Mar Superior hasta el Mar Inferior domina y ha sometido a su pies a todos los gobernantes;  hijo de Esar-hadón, el gran rey, el rey poderoso, rey del universo, rey de Asiria, virrey de Babilonia, rey de Sumer y Akkad; nieto de Senaquerib, el rey poderoso, rey del universo, rey de Asiria, soy yo.”

## Legado

### Biblioteca

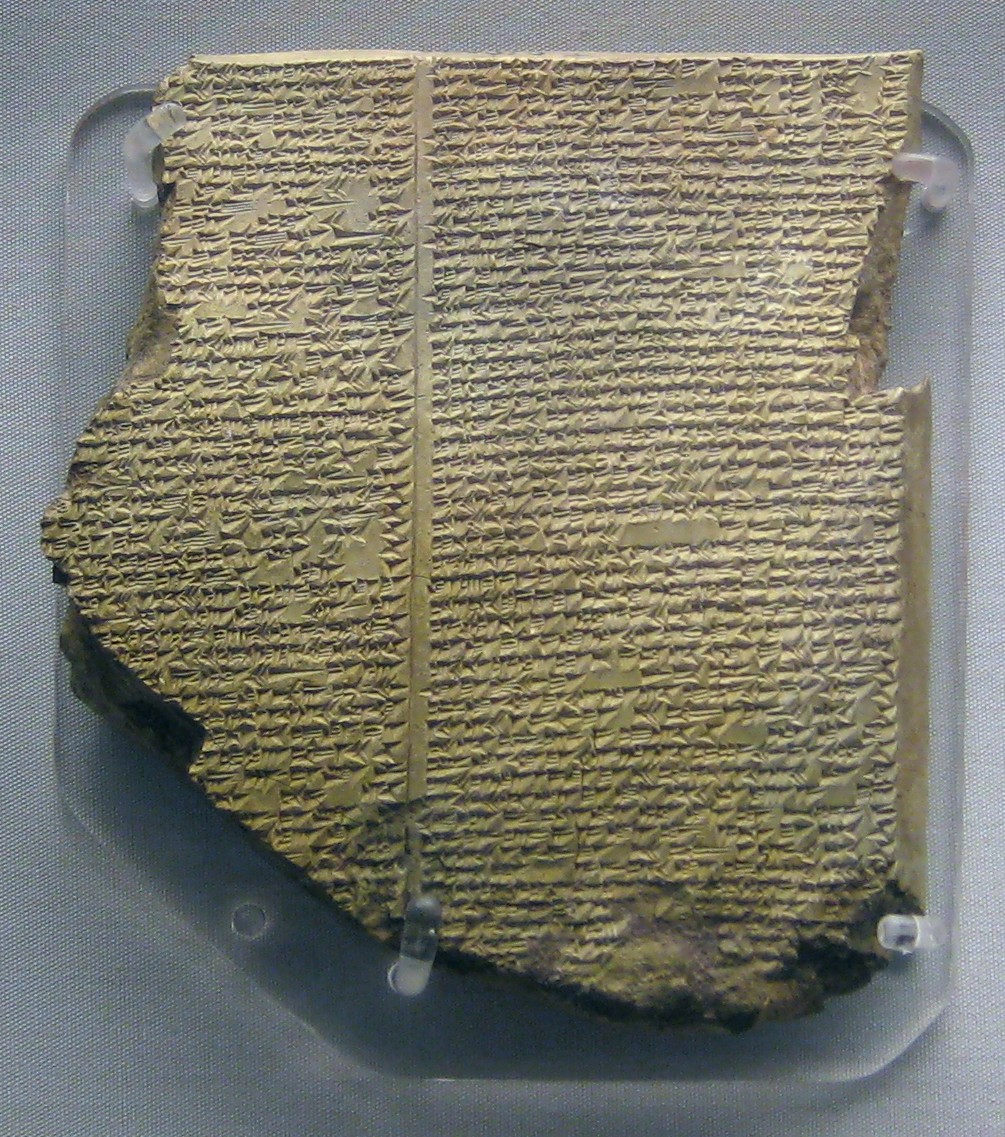
Tablilla que contiene parte de la Epopeya de Gilgamesh, procedente de la Biblioteca de Asurbanipal (Museo Británico).

La Biblioteca de Asurbanipal fue la primera biblioteca sistemáticamente organizada en el mundo. La biblioteca se reunió por orden de Asurbanipal, y se enviaron escribas por todo su imperio para recopilar y copiar textos de todo tipo y género de las bibliotecas de los templos locales. La mayoría de los textos recopilados eran observaciones de eventos y presagios, textos que detallaban el comportamiento de ciertos hombres y animales, textos sobre los movimientos de los objetos celestes, etc. En la biblioteca también había diccionarios de sumerio, acadio y otros idiomas y muchos textos religiosos, como rituales, fábulas, oraciones y encantamientos.
La mayoría de las historias y cuentos mesopotámicos tradicionales que se conocen hoy en día, como la Epopeya de Gilgamesh, el Enūma Eliš (el mito babilónico de la creación), Erra, el Mito de Etana y la Epopeya de Anzu, solo sobrevivieron hasta la era moderna porque estaban incluidos en  Biblioteca de Asurbanipal. La biblioteca cubría todo el espectro de los intereses literarios de Asurbanipal y también incluía cuentos populares (como El hombre pobre de Nippur, un predecesor de uno de los cuentos en Las mil y una noches), manuales y textos científicos.
Asurbanipal describió el razonamiento detrás de recopilar una biblioteca tan vasta, que asciende a más de 30,000 tablillas de arcilla, con estas palabras:

“Yo, Asurbanipal, rey del universo, a quien los dioses han otorgado inteligencia, que he adquirido una perspicacia penetrante para los detalles más recónditos de la erudición erudita (ninguno de mis predecesores tiene comprensión de tales asuntos), yo he colocado estas tablas para el futuro en la biblioteca de Nínive para mi vida y para el bienestar de mi alma, para sostener los cimientos de mi nombre real.”

Nínive fue destruida en el 612 a. C. y la Biblioteca de Asurbanipal quedó enterrada bajo los muros del palacio en llamas de Asurbanipal y se perdió en la historia durante más de dos mil años. Fue desenterrada en el siglo XIX por Austen Henry Layard y Hormuzd Rassam y las traducciones de los contenidos por George Smith trajeron los antiguos textos mesopotámicos al  mundo moderno. Antes de su descubrimiento, existía la idea generalizada de que la Biblia era el libro más antiguo y una obra sin precedentes, idea que fue refutada de manera decisiva con el descubrimiento de la biblioteca asiria.

### Obras de arte

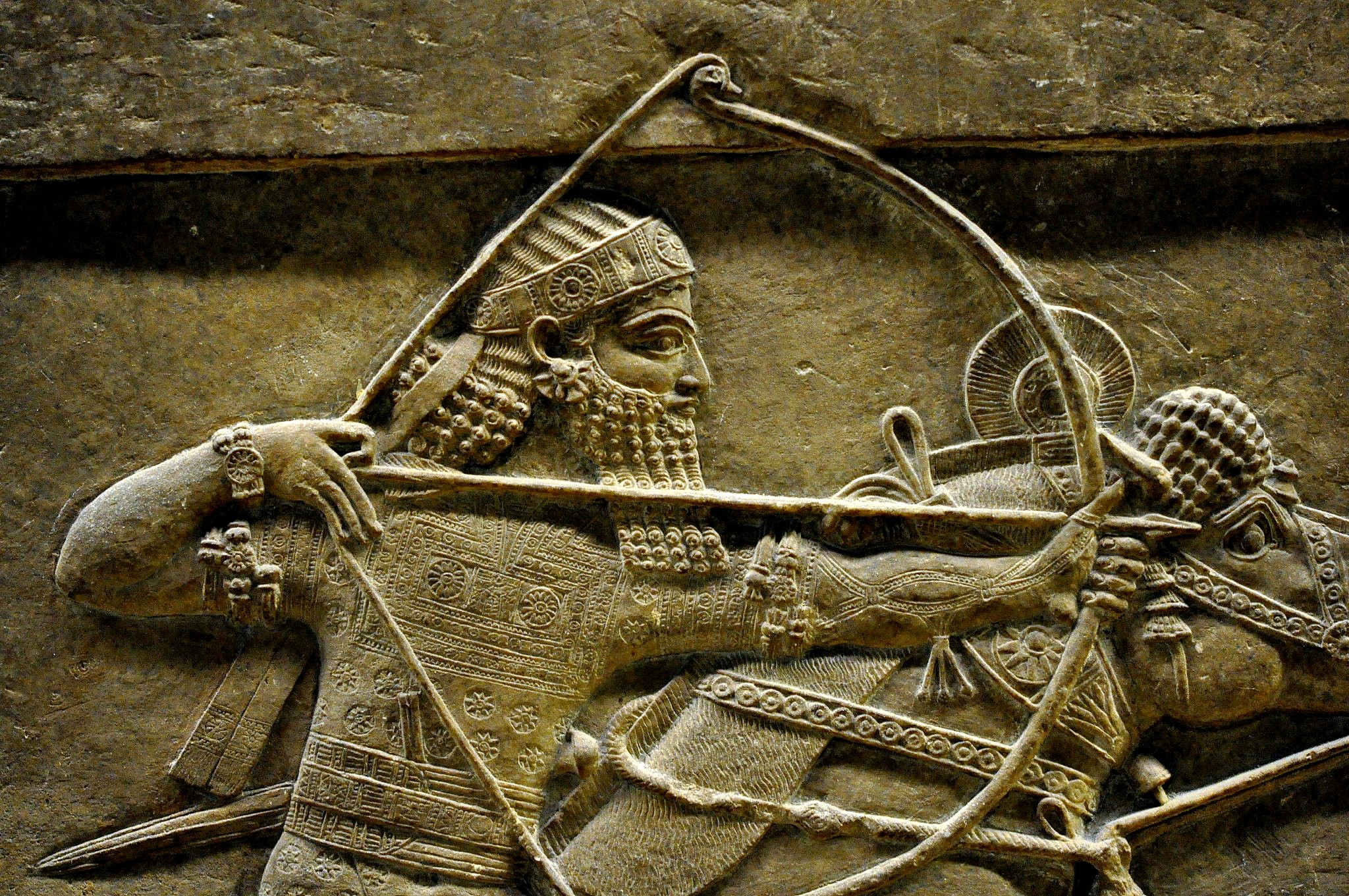
Asurbanipal representado en los relieves Cacería de leones de Asurbanipal.

Considerado como un gran exponente de las artes en el Oriente Próximo antiguo, Asurbanipal erigió numerosas esculturas y relieves en sus palacios en Nínive, representando los eventos más importantes de su largo reinado. La obra de arte de Asurbanipal fue innovadora en términos de la historia del arte asirio, a menudo con una "calidad épica" a diferencia de muchas de las obras de arte más estáticas producidas por sus predecesores. Un motivo que aparece en varias de las obras de arte de Asurbanipal  , por ejemplo, la Cacería de leones de Asurbanipal, es el rey matando leones, una imagen de propaganda que ilustra su gloria y poder, así como su capacidad para salvaguardar al pueblo asirio mediante la matanza de animales peligrosos.
Se pueden ver varios elementos nuevos en las obras de arte producidas bajo Asurbanipal. Las insignias del rey cambian de relieve a relieve según la escena representada;  los eventos informales, por ejemplo, suelen representar a Asurbanipal con un diseño de corona abierta diferente de la típica corona asiria vagamente en forma de cubo.El rey sentado en un trono o en la corte, fue un motivo común bajo los gobernantes anteriores, lo que quizás signifique que el símbolo del trono estaba perdiendo su estatus en el arte, y posiblemente también en la corte, durante su reinado.La obra de arte de Asurbanipal es el único arte asirio antiguo que representa a los extranjeros no asirios como físicamente diferentes (no solo en su equipo y vestimenta sino también en sus rasgos) de los asirios. Posiblemente influenciados por el arte egipcio, que representaba a los extranjeros de manera diferente, los relieves de Asurbanipal muestran a los elamitas y urartianos más fornidos, los urartianos con narices más grandes y los árabes con cabello largo y liso (en contraste con el cabello rizado de los asirios). Sin embargo, las inscripciones y los anales de la época de Asurbanipal no ofrecen evidencia de que los extranjeros fueran vistos como racial o étnicamente diferentes en términos de biología o fisonomía, lo que significa que esto podría haber sido solo una elección artística.

### La leyenda de Sardanápalo

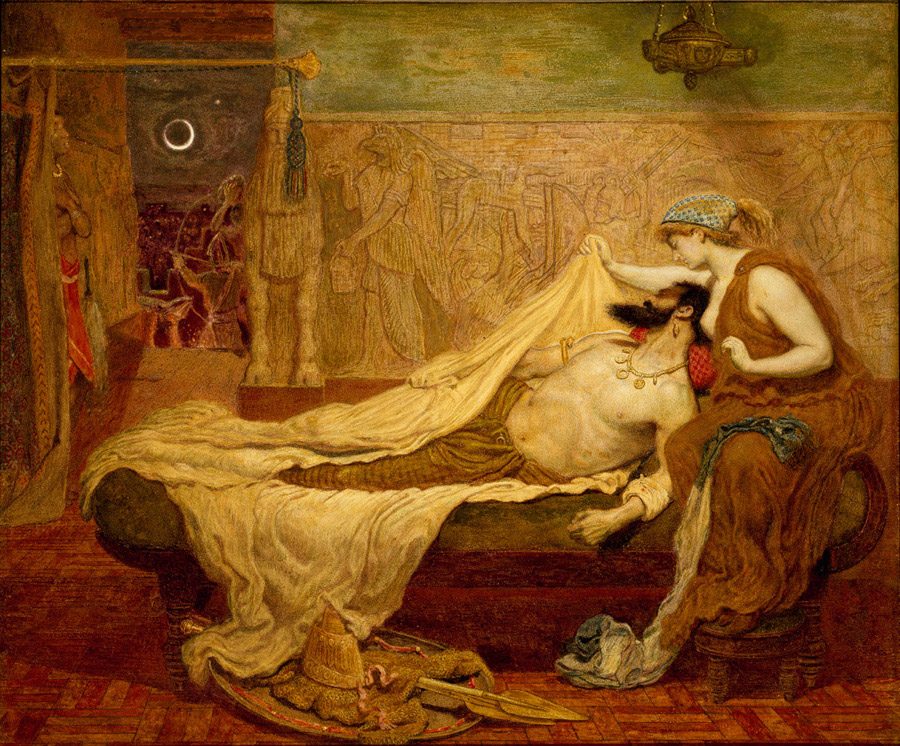
Sueño de Sardanápalo (1871) por Ford Madox Brown.

Las historias de Asurbanipal sobrevivieron en la memoria cultural del Oriente Próximo durante siglos después del declive del poder asirio en la región. Es casi seguro identificarlo con el personaje "Asnapar" mencionado en el libro bíblico de Esdras (4:10). También es Asarhaddón o Asurbanipal el "rey de Asiria" mencionado en el Libro de 2 Crónicas (33:11). Asurbanipal también se ha identificado más comúnmente como el "Nabucodonosor" en el Libro de Judit.  Asurbanipal y otros antiguos reyes y figuras asirias continuaron apareciendo en el folclore y la tradición literaria del norte de Mesopotamia.
La leyenda posterior más destacada sobre Asurbanipal fue la longeva leyenda grecorromana de Sardanápalo (en griego: Σαρδανάπαλος; en latín: Sardanapalus). El Sardanápalo de la leyenda fue según la asirióloga María de Fátima Rosa concebido como "más afeminado que una mujer, un hombre lascivo y ocioso, un gobernador que aborrecía toda expresión de militarismo y guerra". Este punto de vista provino de los puntos de vista de los antiguos griegos sobre Mesopotamia en general; los antiguos reyes mesopotámicos solían ser vistos por los griegos como déspotas afeminados y aburridos, incapaces de asegurar el bienestar de la gente de sus imperios. La referencia más antigua conocida a Sardanápalo proviene de las Historias de Heródoto del siglo V a. C., que incluye una referencia a las riquezas de Sardánapalo, rey de Nínive. Los cuentos legendarios en arameo, basados en la guerra civil entre Asurbanipal ("Sarbanabal") y Shamash-shum-ukin ("Sarmuge"), están atestiguados desde el siglo III a. C.
El texto antiguo más elaborado y extenso sobre Sardanápalo proviene de la Bibliotheca historica de Diodoro Sículo del siglo I a. C.  La representación de Sardanápalo de Sículo estaba dotada del orientalismo griego antiguo; se dice que el rey vivió entre mujeres, se vistió como ellas, usó una voz suave y se dedicó a otras actividades que se consideraban antinaturales para los hombres griegos. En el relato de Sículo, el sátrapa de Media de Sardanápalo, Arbaces, lo vio mezclándose con mujeres en el palacio y rápidamente se rebeló, asaltando a Nínive junto con el sacerdote babilónico Belesis. Después de no poder instar a sus soldados a defender la ciudad, Sardanápalo se encerró en la cámara de su palacio, con tesoros y concubinas, y encendió una pira, incendiando toda la ciudad capital y acabando con el Imperio Asirio. Está claro a partir de la narración, que el Sardanápalo de Sículo se basa no solo en Asurbanipal sino también en Shamash-shum-ukin y Sin-shar-ishkun.
El relato griego de la antigua Asiria transformó la percepción histórica del antiguo imperio y fijó su imagen en Europa occidental durante siglos. Dado que faltaban pruebas concretas de Asiria y Babilonia, los autores y artistas durante el Renacimiento y la Ilustración basaron sus interpretaciones de la antigua Mesopotamia en los escritos grecorromanos clásicos. A fines del siglo XVII, en Italia, el compositor Domenico Freschi escribió e interpretó la ópera Sardanapalo, una comedia trágica en la que Sardanápalo es retratado como un rey con apariencia de mujer y deseoso de sexo. En la ópera, Sardanápalo, después de ver desmoronarse a Nínive, decide prender fuego a su palacio para que el Imperio Asirio no caiga sin espectáculo. En 1821, Lord Byron lanzó la obra de tragedia histórica Sardanapalus, que empareja a Sardanápalo con el personaje legendario Mirra, a menudo la contraparte de Sardanápalo en cuentos posteriores también. Mirra era en la historia una esclava griega y partidaria leal de Sardanápalo. En la versión de Byron, fue Mirra quien prendió fuego al palacio después de que Sardanápalo pronunciara sus últimas palabras: "¡Adiós, Asiria! ¡Te amé mucho!". Muchas óperas, inspiradas en Byron, incluían historias similares. Era típico retratar la caída de Nínive y Asiria como consecuencia de la supuesta falta de valores morales de Asiria, combinada con su ostentación y pompa.
Incluso después de que los arqueólogos e historiadores comenzaran a descubrir la verdadera historia de la antigua Asiria en el siglo XIX, la percepción arraigada en la tradición grecorromana demostró ser perdurable. Cuando el arqueólogo británico Austen Henry Layard encontró pruebas de un gran incendio en las ruinas de Nimrud (que creía que era Nínive) en 1845, sus colegas sugirieron que esto era una prueba de la leyenda de Sardanápalo. Incluso después de que los descubrimientos dejaran en claro que el Sardanápalo de la leyenda estaba lejos de ser una combinación perfecta del Asurbanipal de la historia, la leyenda no fue olvidada. En cambio, las obras de teatro y las películas con Sardanápalo simplemente comenzaron a mezclar el cuento legendario con detalles históricos. Muchas obras comenzaron a incorporar detalles arquitectónicos asirios, como lamassus. En Italia se han producido dos películas basadas en la leyenda de Sardanápalo;  Sardanapalo re dell'Assiria de Giuseppe de Liguoro (1910) y Le sette folgori di Assur de Silvio Amadio (1962), ambos fuertemente influenciados por la obra de Byron. Ambos siguen la relación de Sardanápalo con Mirra. En la película de Amadio, la narrativa también está inspirada en el conflicto de Asurbanipal con Shamash-shum-ukin, quien aparece en la película con el nombre abreviado de Shamash.

### Percepción moderna sobre su figura y redescubrimiento

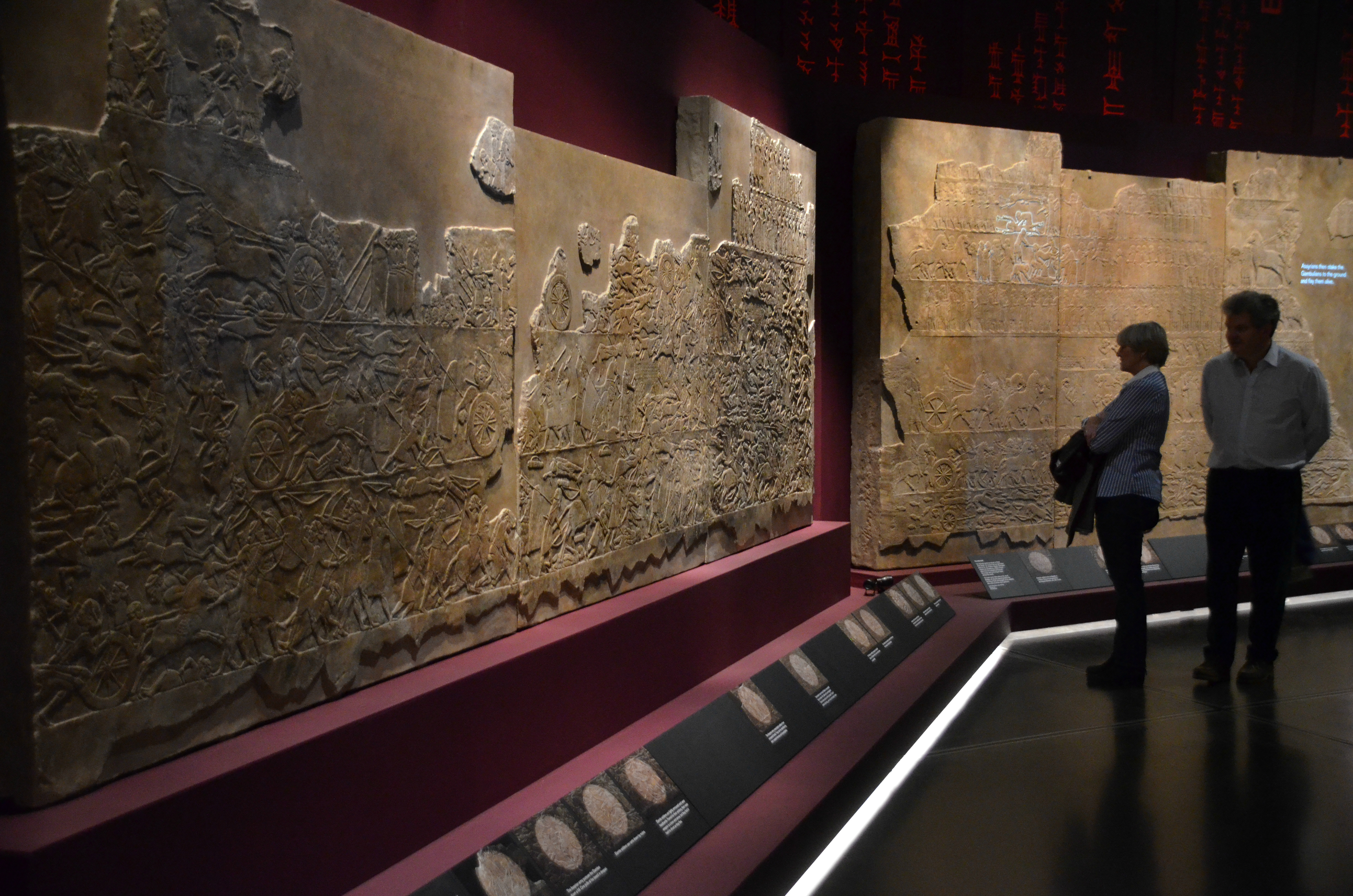
Relieves de Asurbanipal exhibidos en el Museo Británico como parte de la exposición “I am Ashurbanipal” ("Yo soy Asurbanipal"), 2018–2019.

El Palacio Norte de Nínive, construido por Asurbanipal, fue redescubierto por el arqueólogo iraquí financiado por los británicos Hormuzd Rassam en diciembre de 1853. Las excavaciones de Rassam fueron un episodio algo extraño en la asiriología como que sus esfuerzos también estuvieron marcados por una intensa rivalidad con el arqueólogo francés Victor Place; a pesar de los acuerdos sobre quién debía excavar y dónde. Rassam encontró el palacio de Asurbanipal durante la noche, cuando envió un equipo de excavadores al amparo de la oscuridad para cavar en la parte francesa de la excavación de Nínive.Se realizaron excavaciones en el palacio en 1853 y 1854. Entre otros descubrimientos, Rassam recuperó los relieves que componían la Caza del león de Asurbanipal, que fueron sacados del palacio y transportados al Museo Británico, llegando a Inglaterra en marzo de 1856.Debido a desacuerdos académicos y rivalidades, así como a problemas de financiación, los estudios y publicaciones de los hallazgos del palacio de Asurbanipal se produjeron lentamente, y los primeros análisis y estudios detallados no se publicaron hasta la década de 1930 y 1940.
El reinado de Asurbanipal fue la última vez que los ejércitos asirios hicieron campaña en todo el Medio Oriente. En consecuencia, se le suele considerar el "último gran rey de Asiria". El reinado de Asurbanipal a veces se considera el apogeo del Imperio neoasirio, aunque en cambio, muchos eruditos consideran el reinado anterior de Asarhaddón como tal. Se discute si Asurbanipal fue el culpable de la caída del Imperio Asirio relativamente rápido después de su muerte.  J. A. Delaunay, autor de la Encyclopaedia Iranica sobre Asurbanipal, escribe que el Imperio neoasirio bajo Asurbanipal ya había comenzado a "mostrar síntomas claros de dislocación y caída inminentes", mientras que Donald John Wiseman, en el artículo de la  Encyclopaedia Britannica sobre Asurbanipal, sostiene que "No es una acusación de  su gobierno el que su imperio cayera dos décadas después de su muerte; esto se debió a presiones externas más que a conflictos internos". Gérard Chaliand sostiene que la caída de Asiria  se debió al reinado de los "herederos mediocres" de Asurbanipal en lugar del propio Asurbanipal; sin embargo, no hay evidencia de que sus herederos fueran gobernantes incompetentes.  Sin-shar-ishkun, bajo el cual se derrumbó el imperio, era un gobernante militarmente competente que utilizaba las mismas tácticas que sus predecesores. El historiador Eckart Frahm cree que las semillas de la caída de Asiria se sembraron en el reinado de Asurbanipal, en particular a través de la desconexión entre el rey y la élite tradicional y a través del saqueo de Babilonia por parte de Asurbanipal.

### Influencia en el arte y la cultura contemporánea

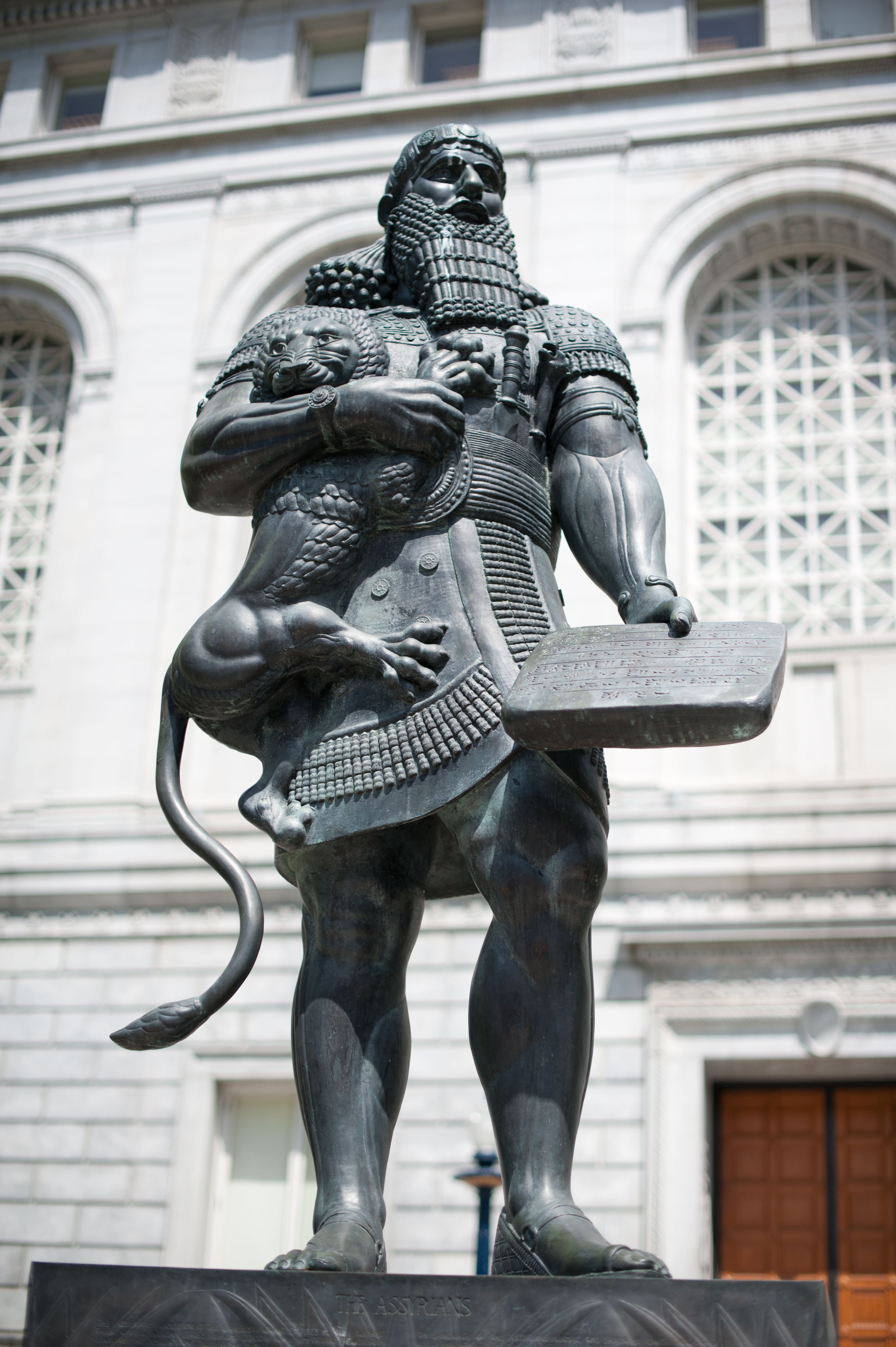
Estatua de Asurbanipal en San Francisco, EE. UU.

Asurbanipal ha sido objeto de obras de arte creadas en los tiempos modernos. En 1958, la pintora surrealista Leonora Carrington pintó Ashurbanipal Abluting Harpies, un óleo sobre lienzo en el Museo de Israel que representa a Asurbanipal vertiendo una sustancia blanca sobre las cabezas de criaturas parecidas a palomas con rostros humanos. Una estatua del rey, llamada “Ashurbanipal”, fue creada por el escultor Fred Parhad en 1988 y colocada en una  calle cerca del Ayuntamiento de San Francisco.
Asurbanipal también ha hecho apariciones ocasionales en la cultura popular en varios medios.  Robert E. Howard escribió un cuento titulado “El fuego de Asurbanipal”, publicado por primera vez en el número de diciembre de 1936 de la revista Weird Tales, sobre una "joya maldita perteneciente a un rey de antaño, a quien los griegos llamaron Sardanápalo y los pueblos semíticos Asurbanipal". Asurbanipal fue usado como gobernante de los asirios en el juego Civilization V.